# 日本国召喚
『日本国召喚』（にほんこくしょうかん）とは、みのろうの執筆による日本のライトノベル。
　

## 概要
元は2013年10月からみのろうがblog「くみちゃんとみのろうの部屋」および小説投稿サイト「小説家になろう」で連載しているオンライン小説である。2016年の第4回ネット小説大賞を受賞し、toi8がイラストを務める形でぽにきゃんBOOKSより「小説家になろう」で連載されていたものを元に、大幅加筆及び文章修正をした上で書籍化された。
異世界に日本列島が丸ごと転移してしまうのが本作最大の特徴で、魔法や竜の存在するファンタジーな国家から第二次世界大戦時相当の科学技術力を有した近代国家まで、多種多様な文明水準の国々が入り乱れる異世界を舞台に、主に外交官らによる異世界国家との外交、自衛隊と異世界国家との戦闘を描きつつ、異世界での立ち振る舞いに翻弄される日本国や、外交を通じて日本と交わる異世界の国々、互いの文化の違いに戸惑う日本と異世界の人々、異世界の謎を調査せんとする研究者・技術者やJAXAなどの組織、そして自衛隊だけでなく海上保安庁や警視庁などによる異世界での戦闘と活躍が様々な視点を通して描かれている。また、物語が進むにつれて日本が異世界転移した理由についても明かされていき、タイトルが「転移」ではなく「召喚」となっている理由も次第に判明する。
メディアミックスとして、2018年6月24日よりComicWalker（現・カドコミ）などで高野千春が作画を務める形でコミカライズされ、2019年1月に同作の漫画の第1巻が書籍化された。2023年2月現在、7巻まで刊行されている。
2018年8月17日にはシリーズの編集担当である髙松良次により外伝作品「日本国召喚 外伝 新世界異譚」が執筆され、本編開始前の魔王軍、勇者達、太陽神の使いの戦いを描いた第1巻「I 魔王降臨」が出版。2020年1月17日には魔物大陸ことグラメウス大陸内に存在する未知の国の人々と、その国に墜落事故で遭難した一人の自衛官の戦いを描いた第2巻「II 孤独の戦士たち」が出版された。

## あらすじ

### 全体のあらすじ
ある日、日本列島は突然異世界に転移した。食料や資源を輸入に頼っていた日本は、食料不足と資源不足の危機に直面する。自衛隊は付近を探索し、この世界の国を発見。政府はすぐさま国交を締結し、この発展途上の国から食料と資源を輸入して窮地を脱する。
しかし、国交を樹立した国の戦争に巻き込まれてしまい、日本は再びの危機に直面。覇権国家の乱立している異世界で、それでも日本は自らの平和主義を貫こうとする。しかし、地球の常識が通用しない異世界は、日本を戦乱に巻き込んでいく。
また、日本はこの世界について調査していくうち、次第に日本が転移した理由を把握していくことになる。

### 第1巻 導かれし太陽
ワイバーンに騎乗する『クワ・トイネ公国』の竜騎士はある日、自国領空を侵犯する不思議な飛行物体を発見する。白地に赤丸の描かれたそれは、ワイバーンを凌駕する飛翔性能でどこかへと飛び去って行った。その飛行物体は、突然異世界に飛ばされて混乱の極みにあった日本国の海上自衛隊に所属するP-3C哨戒機だった。
異世界に転移したことで輸入が断絶し、食糧難や資源不足などの危機に直面した日本は、自衛隊のP-3Cを周辺の探索に飛ばし、日本の南西1,000km先に未知の大陸『ロデニウス大陸』を発見。すぐさま外交官を海上自衛隊最大の護衛艦「いずも」に乗せて派遣し、大陸に存在するクワ・トイネ公国とその隣国『クイラ王国』と接触。国交を樹立し、転移後の窮地を脱する。
しかし大陸内の覇権国家『ロウリア王国』が大陸統一を狙ってクワ・トイネとクイラ両国に宣戦布告。日本政府はクワ・トイネから軍事支援を要請されるが、憲法を理由に一度は拒絶。しかし再度の輸入断絶が危惧されたこと、ロウリア軍が侵攻先のクワ・トイネ国内にて大量虐殺を行ったことから、日本はロウリアを武装勢力と見做し、憲法を拡大解釈して「武装勢力の排除」を目的に自衛隊をロデニウス大陸へ派遣する。
自衛隊の現代兵器を前にロウリア軍は一転して敗北の一途を辿り、最終的にロウリア王城に突入した第1空挺団と警視庁SATの混成部隊がロウリア国王を逮捕したことにより事態は終息する。

### 第2巻 滅びゆく栄光・上
ロウリア事変の終結後、日本は周辺諸国と国交を広めるべく邁進していた。そんな中、積極的な領土拡張政策を取る第三文明圏唯一の列強『パーパルディア皇国』は、近隣の小さな島国『フェン王国』に領土割譲を要求するも拒否されたため、フェン王国を"懲罰"すべく艦隊を派遣して襲撃する。だがフェン王国に国交樹立のため訪れていた日本の海上自衛隊護衛隊群が自衛のためこれを撃退してしまい、日本はパーパルディア皇国の怒りを買う。
その頃、パーパルディア皇国から南の島国『アルタラス王国』は、主要産業である魔石鉱山の献上や王女の奴隷化という理不尽な要求を皇国から受け、これを拒否したためにフェン王国と同じく"懲罰"を名目に侵攻され、攻め滅ぼされてしまった。偽装商船で何とか脱出したアルタラス王国の王女ルミエスは海賊に襲われるが、海上保安庁の巡視船「しきしま」に救助される形で日本に保護される。
一方、日本の北の『トーパ王国』では、1万年前に封印された『魔王ノスグーラ』が復活し、魔物の軍勢を率いて襲来。人類を虐殺して進む魔王軍を撃退すべく、トーパ王国はすでに国交を締結していた日本に援軍を要請する。魔王を脅威と認識した日本は、有害鳥獣駆除の国際貢献を名目に陸上自衛隊の混成小隊を派遣。自動小銃や戦車などを駆使し、魔王軍を撃退する。パーパルディア皇国と魔王を退けた日本の名声は高まり、さらに同じ頃、機械文明で第二文明圏列強国『ムー』との国交も樹立させたことで、日本の国交はより広まることとなった。
しかし日本に怒りを募らせるパーパルディア皇国は、フェン王国に再侵攻。同国都市ニシノミヤコを陥落させ、そこを訪れていた日本人観光客203人を捕縛。日本の外交官に対して彼らを人質に属領化を要求するが、それを拒否されると捕えた日本人観光客を全員処刑する様子を映像中継で見せつける暴挙に出る。日本の国内世論は反パーパルディアで沸騰し、日本政府はフェン王国内に取り残されている邦人救出のため自衛隊を派遣。自衛隊は邦人を救出するとともにパーパルディア軍を撃退する。
だが、日本に敗北した事実を列強国としてのプライドが許さないパーパルディア皇国は、日本に対して宣戦布告するとともに日本国民全員を虐殺するべく殲滅戦を宣言。これに対して日本政府も個別的自衛権の発動と初となる自衛隊の防衛出動を決定し、日本とパーパルディア皇国は本格的な戦争状態に突入した。

### 第3巻 滅びゆく栄光・下
パーパルディア皇国との間で本格的な戦争状態に突入した日本は、皇国本土攻撃の足掛かりを得るため、皇国占領下のアルタラス島を確保することを決定。自衛隊がアルタラス島の皇国軍を「日本に侵攻してくる恐れのある部隊」として攻撃する。さらに外務省は亡命したアルタラス王国の王女ルミエスに要請し、魔導通信でアルタラスの住民たちに反乱を呼びかけ、皇国軍壊滅後のアルタラス島から皇国の統治機構を撃退する。
皇国攻撃への足掛かりを得た日本は、ルミエスと第二文明圏列強国ムーの許可のもと、アルタラス島内にあるムー国の飛行場を自衛隊基地にすべく改修工事を急ぐ。一方、アルタラス島の独立を許してしまった皇国は、大艦隊をアルタラス島へと進撃させるべく、海軍主力を集結。また、列強国ムーが日本を本格的に支援しているのではないかとの疑いから、皇国はムー国の大使を召喚して詰問する。しかし、ムー大使は日本の科学技術がムーを遥かに凌駕していることを伝え、皇国は自分たちが宣戦布告した相手の実力をようやく把握する。
やがて海軍の大艦隊が海上自衛隊に殲滅された上、皇国内の軍事基地や工業地帯がアルタラス島の基地を発った航空自衛隊機と海上自衛隊のP-3C改造爆撃機に戦略爆撃されたことで、ムー大使の弁明は事実であることが証明されてしまう。さらに再独立を果たしたアルタラス王国の新女王となったルミエスは、魔導通信で演説し、皇国属領の住民に対して決起を呼びかける。戦力補填のため属領占領軍を本土に帰還させていた皇国は、圧政ともいえる属領統治への反動もあって反乱を抑えられず、分裂していった。
そして皇国は全ての属領と軍事力の大半を喪失した上、反乱した属領の連合軍によって本土最北端の地方都市アルーニを占領されてしまい、隠密裏に日本本土攻撃に向かわせた艦隊も撃退されてしまう。最終的に皇国ではクーデターが起こり、日本に講和を呼びかけたことで事実上降伏。フェン王国での日本人観光客虐殺の首謀者と皇国軍捕虜が双方で引き渡され、この世界の列強を打倒したことで日本の名はさらに広まった。そんな中、この世界の列強第一位の大国『神聖ミリシアル帝国』は、日本に対して使節団の派遣を打診する。

### 第4巻 崩れる均衡
『列強』レイフォルをわずか5日で滅ぼした謎の新興国、グラ･バルカス帝国。突如轟いたその名に全世界が注目した。その一方で、より強力な列強パーパルディア皇国を打ち負かし、こちらも全世界から注目を浴びる日本。ついに先進11ヵ国会議から呼び声がかかり、日本は会議の開催地である神聖ミリシアル帝国の港町・カルトアルパスに外交使節団を派遣した。
どの参加国も「護衛」と称し最新鋭の艦隊を送り込んでくる中、日本は海上保安庁所属の巡視船「しきしま」だけを護衛につける。それが悲劇を引き起こすとは露知らず、外交にいそしむ日本国使節団。そんな彼らに、グラ・バルカスの野望と陰謀が迫りつつあった。

### 第5巻 新世界大戦
先進11ヵ国会議でグラ・バルカス帝国は全世界に向けて宣戦を布告し、その覇道を開始した。
神聖ミリシアル帝国は『世界連合軍』を呼びかけ、自ら先頭に立ちグラ・バルカス帝国の狂気に立ち向かう事を宣言。世界大戦への準備が着々と進められた。そしてついにバルチスタ沖において、両軍の戦闘の火蓋は切られた。しかしグラ・バルカス帝国海軍の力の前に世界連合軍艦隊は瞬く間にその数を減らし、神聖ミリシアル帝国は対魔帝戦のための秘蔵の発掘兵器「パル・キマイラ」を出動させるまで追い込まれてしまう。
一方、フォーク海峡海戦において大破したムー海軍の戦艦「ラ・カサミ」は、日本において現代技術を注ぎ込んだ大改修がなされて「ラ・カサミ改」に生まれ変わり、海上自衛隊第4護衛隊群の護衛の下、無事ムーの首都・オタハイトに入港した。任務を終えた第4護衛隊群は休暇のため同国の商業都市・マイカルに寄港していたが、「世界連合軍撤退」の凶報がもたらされる。
そんなムーにグラ・バルカス帝国海軍占領地護衛艦隊、通称「死神イシュタム」の魔の手が迫りつつあった。

### 第6巻 激動のムー大陸
バルチスタ沖大海戦に勝利したグラ･バルカス帝国の恐怖は世界中に伝播し、その軍門に降る国々は増えつつあった。
勢いづいたグラ･バルカス帝国はムーへの侵攻を本格化させる。日本国は自衛隊展開までの時間を稼ぐため、外交官朝田をレイフォルに派遣し、敵国外交官に日本の力の一端を垣間見せ最後通牒を突きつける。各地で戦線を拡大し、虐殺と蹂躙をまるで狩りを楽しむかのように進めるグラ・バルカス帝国軍。日本はムー国とともに連携し、この脅威を退けるべく動き始める。
一方、エスペラント事変によってその介入が疑われたアニュンリール皇国を探るべく日本国外務省は、先進11ヵ国会議にも出席した外交官近藤俊介と井上一巳を当地へと派遣する。

## 登場国家
日本国
突如として西暦2015年1月の地球から転移してきた転移国家。
転移先の世界で突出して優越した技術力と国力を有し、さらに陸海空自衛隊を筆頭に海上保安庁や日本警察など、この世界のあらゆる軍事力を凌駕する現代兵器を装備した強力な戦力を有する。
しかし異世界の常識に極めて疎く、周辺との技術格差や常識の違いで度々戦争に巻き込まれている。また、魔法の存在しない世界から転移してきたため、国民は魔法を使うことができない。
転移直後は数々の混乱に見舞われ、全ての人工衛星を喪失したほか、諸外国との連絡途絶により外資系企業が軒並み倒産。さらに輸出入が断絶し、もともと食料自給率とエネルギー自給率が低かったため食料・エネルギー不足の危機に直面する。その他にもコーヒー豆など輸入に頼っていた物資の不足や、LSI等の外国製電子制御部品の輸入断絶による携帯電話やスマートフォンなどの超貴重品化・高騰化など、さまざまな問題が発生した。
しかし転移後に国交を締結した国々からの物資輸入で何とか危機を離脱。また、日本経済の内需割合がもともと高かったため、輸出入再開後の4月下旬ごろまでには経済的混乱も沈静化に成功する。前述したLSIなどの外国製に頼っていた電子制御部品についても、これらがないと携帯端末類が枯渇する恐れもあったことから政府主導で大手企業に出資し、ライセンスによる制約が無いことからコピーも想定内に研究開発・生産体制を急ピッチで整えることで西暦2018年までの解決を試みている。
ロウリア事変後は、諸外国との技術格差を生かして輸出を拡大。工業製品や衣料品などの輸出や、それにともなって諸外国が発注した発電所や港湾を始めとする各種インフラの諸外国での建設など、これらが成功して転移1年後より好景気が開始。パーパルディア皇国との戦争後は国交が広まったこともあって経済がV字回復し、かのバブル期を超える好景気が訪れている。一方で造船業などの分野で発注が殺到しており、過労死する者が後を絶たない。特に日本製品を使うために必要な電気インフラ発注に対しては建設が追い付かず、後述する科学文明国のムー国にも発電所群建設と人材育成の面で協力を受けている。
転移の1年後からは種子島宇宙センターよりH-IIBロケットで人工衛星の打ち上げを開始。転移から4年後までに観測衛星、偵察衛星、通信衛星、気象衛星、太陽観測衛星、Xバンド防衛通信衛星などを打ち上げており、さらに日本版GPS網の整備を中央暦1645年（西暦2021年）までに計画している。
漫画版では転移時期を明言しておらず、後述のように西暦2019年度導入の海外装備であるB-777-300ER日本国政府専用機が登場したりと、西暦2019年以降に転移したかのような描写もある。

### 文明圏外国
クワ・トイネ公国
日本が転移後初めて接触した国家。日本から南に約1,000km先のロデニウス大陸の北東に位置する。14世紀ヨーロッパに相当する程度の技術水準しかないが、後述の他国と同じく魔法やワイバーンなど地球に存在しない物があり、さらに領土のほぼ全域が大地の神の祝福を受けており、放っておいても農作物が生えてくるため、家畜でさえうまい飯を食べられるほど食料自給率が高い。
日本との接触後、当初は日本の自衛隊機が領空侵犯を行ったことや、日本が国力を背景に恫喝してくるのではと警戒していたが、日本への使節団派遣などを経て友好関係を構築。日本との国交樹立後は年間5,500万トンという莫大な量の食料輸出を対価に日本から各種のライフラインと輸送インフラをODA（政府開発援助）で輸入し、生活水準が劇的に向上する。
住民の3分の1はエルフ、ドワーフ、獣人などの亜人が占めており、日本の転移から約3ヶ月後、亜人殲滅を掲げる隣国ロウリア王国の侵略を受ける。しかし再度の食糧難発生を恐れた日本から自衛隊の派遣を受けたことで窮地を脱する。
クイラ王国
ロデニウス大陸南東の小国。クワ・トイネ公国の隣国で、もともと友好国だった公国と同時期に日本と国交を結ぶ。
国土の全域に砂漠地帯が広がる貧しい国だったが、日本が必要とする地下資源の宝庫であることが判明し、石油などの地下資源輸出を対価に日本からインフラを輸入。クワ・トイネ公国ともども急速に生活水準が向上する。
クワ・トイネと同じく亜人の割合が高いためロウリア王国に宣戦布告されるが、日本の参戦で窮地を脱する。
ロウリア王国
ロデニウス大陸西部の覇権国家。大陸内諸国を次々と併呑し、大陸で最も広大な領土と3,800万人の人口を有するに至った大国。
亜人殲滅とロデニウス大陸統一を目論んでおり、後述する列強国のパーパルディア皇国からの支援と6年間に渡る準備で木造軍船4,400隻、ワイバーン500騎、地上兵力50万人以上の大軍を用意している。しかし大砲や銃器などはなく、剣、弓矢、魔導師らの魔法が主戦力となっている。人的資源の質もあまり良くない。当初は日本も国交締結のため接触したものの、事前にクワ・トイネとクイラとの国交を結んでいたため敵性勢力と判断され、門前払いされた。
日本転移から約3ヶ月後にクワ・トイネ公国へ侵攻し、公国国境の町ギムを蹂躙、ギムにいた公国軍兵士と住民らを虐殺する。しかしこれを受けて日本はロウリアを武装勢力と断定し、憲法を拡大解釈して「武装勢力の排除」を名目に自衛隊をロデニウス大陸へ派遣。自衛隊との戦闘でロウリア軍は壊滅し、最終的にロウリア国王が武装勢力の首領として警視庁に逮捕される形で侵攻は頓挫した。その後は諸侯が分裂して国土が縮小したものの、民主化と日本企業の進出が進んでいる。
フェン王国
日本の西、フィルアデス大陸の東に存在する勾玉の形をした小さな島国。中世日本のような文明を有する。
人口約70万。ワイバーンも魔法もなく、生活レベルの低い貧しい国だが、国民の精神的なレベルは高く誰もが礼儀正しい。日本との交流開始後は水中翼船等による高速船の定期便が築かれており、大昔の日本のような生活様式や治安の良さが受けて日本から多数の観光客が訪れている。
しかし、列強パーパルディア皇国からの領土献上要求を拒否したため、皇国から懲罰攻撃・上陸侵攻を受けることになる。
ガハラ神国
フェン王国の隣に鏡写しにしたように位置する勾玉の形をした島国。ワイバーンより上位種の風竜と呼ばれる竜種が住み着いており、神通力と呼ばれる技術で風竜を使役している。隣のフェン王国にワイバーンが居ないのは、ワイバーンが風竜を恐れて近づかないため。
日本とはかなり初期から交流している描写があるが、作中で直接国内が描かれたことは無い。
アルタラス王国
フィルアデス大陸の南に位置する島国。人口約1,500万。世界有数の魔石鉱山を有する豊かな国で、通常文明国並みの国力と文明水準を持つ。魔導砲や戦列艦なども有しており、文明圏外国の中では軍事力が傑出している。
パーパルディア皇国から魔石鉱山の献上や王女の奴隷化という理不尽な要求を突き付けられ、それを拒否したことにより一度攻め滅ぼされ属国となったが、日本に亡命した王女が協力を取り付け、国内のレジスタンス組織とともに再独立に乗り出す。
シオス王国
フィルアデス大陸の南に位置する島国。アルタラス王国の東に位置しており、交易の中継地として栄えている。
ロウリア事変後、ロウリア王国が日本に敗北したという報せから日本と国交を締結。日本とパーパルディア皇国の戦争に際しては国内に自衛隊の前線基地が作られた。
トーパ王国
フィルアデス大陸の北東に位置する小国。人口はエルフと人間が大半を占める。その立地上、気候は冷涼で、変温動物のワイバーンは生息できない。「魔物大陸」と呼ばれるグラメウス大陸とフィルアデス大陸を繋ぐ細い地峡の中央部に位置し、フィルアデス大陸への魔物の侵入を防ぐために建国されたため、人類の守護国として高い誇りを持っている。
魔王ノスグーラ率いる魔王軍の侵攻を受けた際は周辺諸国に援軍を要請。日本にも応援を要請し、魔王軍を脅威と判断した日本は有害鳥獣駆除を名目に陸上自衛隊から混成小隊を派遣。トーパ王国軍とともに魔王軍を撃退し、以後日本とは極めて友好的となる。
漫画版では、日本が北方海域の海洋調査とカニなどの漁業権を求めて接触した、と新たに設定されている。
その他の文明圏外国
この他にもフィルアデス大陸内の国「マオ王国」や、大東洋内の島国「アワン王国」、トーパ王国自治領の「ネーツ公国」などがある。存在はしているが、国名が明らかにされていない文明圏外国も数多い。

### 列強国
パーパルディア皇国
日本の西、フィルアデス大陸に位置する列強国。世界第四位の大国。首都は皇都エストシラント。人口約7,000万。地球の16世紀後期～18世紀初頭のヨーロッパと同レベルの技術水準を持ち、同年代の地球国家と比べても隔絶した国力を有する。軍事力も強大で、ワイバーンを改良したワイバーンロードや、それを搭載する飛竜用の航空母艦（竜母）、射程2㎞の魔導砲を搭載する900隻近い戦列艦、地竜と呼ばれる陸戦用の陸棲竜、マスケット銃などを有している。
現皇帝ルディアスの即位後は積極的な拡張政策をとっており、周辺国に対して技術供与を対価に領土や奴隷としての国民の献上を要求し、拒否された場合は技術供与の停止や軍による懲罰攻撃を行っている。極度にプライドが高い国民性で、周辺国を強大な軍事力による恐怖で支配しているため、自分達に少しでも舐めた態度をとる者には決して容赦しない。しかしそれ故に、日本にも自国への絶対隷属を要求。これを拒否されたことから「日本人観光客虐殺事件」を起こす。全面戦争となった結果は見るも無惨な大惨敗で、すべての属領と国力・軍事力の大半を喪失。没落して列強の座からも転落した。
ムー
日本から遙か2万キロ西のムー大陸内の列強国。世界第二位の大国。「ムー国」とも呼ばれる。首都はオタハイト。国王が存在する民主主義国家（恐らく立憲君主制）で永世中立を掲げているが、有事の際は国王に権限が集約される体制となっている。
魔法技術に重点が置かれる異世界で科学技術に重点を置いており、文明水準は地球の第一次世界大戦前後。たった一国で相当な技術力を磨いている技術大国で、ガソリン自動車や前弩級戦艦、さらに地球の1930年代相当のレシプロエンジンの複葉機や、それらを艦載機として運用する空母を中核とした機動部隊、白黒テレビ放送という1940年代以降の技術までも普及させている。
その正体はかつて地球で海中に没したとされる伝説のムー大陸そのもの。実際には沈んだのではなく、大昔の地球から転移してきたとされる。地球に居た頃はアトランティス文明とともに世界を二分していたが、転移後の混乱に乗じた現地魔法文明と海賊の侵略を受けて大陸の半分ほどを奪われてしまった。その後は科学文明国として再出発し、諸外国との共栄路線のもと、現在では列強国の一つに数えられるほど発展している。
転移前は神代の日本とも友好国だったようで、日本と同じ科学文明国なこともあって列強の中では早期に日本と友好関係を結んでいる。その後は日本から各種の工業製品などを輸入しており、日本企業の進出や、港湾・空港機能の拡張が積極的に行われている。また、日本製品の流入で電気インフラ整備の発注が殺到している第三文明圏にて、日本と共同して発電所群の建設と人材育成を進めている。
しかし、第二文明圏の西に突如出現したグラ・バルカス帝国と戦争になり、圧倒的な軍事力を有する帝国軍に本土を侵略されたことで、日本に支援を要請、自衛隊の派遣を受ける。
漫画版では、建物や衣服をレトロフューチャー的なデザインにしている事が新たに設定されている。
神聖ミリシアル帝国
日本から西の中央世界に存在する列強国。世界第一位の大国。首都は魔都ルーンポリス。他国からは国力と技術力から世界最強と認識されており、国際会議でもリーダー的立場をとっている。多種族国家の中ではエルフの割合が特に高い。
かつて全世界を支配していた「古の魔法帝国」の遺跡が国内に多数存在しており、これらを発掘・解析することで他国の追随を許さない高度な魔法技術を有している。自動車や「天の浮舟」と称されるジェット機を実用化しており、全体的に地球の1940年代から1960年代に相当する技術力を持っているほか、カラーテレビまで実用化している。
しかし所詮は遺跡の解析によるリバースエンジニアリングによって得た技術であるため、技術の本質を理解できていない感が否めず、ところどころ歪な発達をしている。同じ理由で、魔法を使わない科学技術に対する認識や理解は浅い。
日本との交流開始後は「古の魔法帝国」関連への研究調査や外交関連での協力を日本にしているほか、日本がルーンポリスに現地調査団事務所を設置し、各分野から派遣された人員によってミリシアルの調査をしている。また、後述のグラ・バルカス帝国との戦争では、第一・第二文明圏諸国とともに世界連合軍を結成して対峙するが、グラ・バルカス帝国の圧倒的軍事力を前に苦戦を強いられている。
エモール王国
ミリシアルと同じ中央世界にある世界第三位の列強国。首都は竜都ドラグスマキラ。魔力の大きい竜人族が建国した国で、人口わずか100万人の小国でありながら列強の一角に含まれる。
竜種と意思疎通する技術を持ち、ガハラ神国と同じく風竜を使役できる。使役している風竜の個体数はガハラを上回るほか、竜人族の頑丈かつ強靭な肉体により常人には耐え切れない風竜の高速飛行による空気抵抗も耐えられるので、戦力的にはガハラ神国を上回る。しかしそれ故プライドが非常に高く、人間など魔力の低い別種族への差別意識が強い。
年に一回「空間の占い」と呼ばれる儀式を国儀で行っており、空間の神々に干渉することで98％の的中率を誇る。
レイフォル
ムーの西に存在するムー大陸内の列強国。世界第五位の大国。首都はレイフォリア。技術力はパーパルディア皇国とほぼ同一水準だが、国力は遥かに劣り、五大列強の中で最も低い。そのため他の列強国やその国民からは「列強最弱」「レイフォル程度」と見下されている。
複数の保護国や属領を有するが、保護国筆頭のパガンダ王国がグラ・バルカス帝国に強襲されて滅亡した際には皇帝が激昂。グラ・バルカス帝国と戦争になるも、首都に敵国の戦艦「グレードアトラスター」による艦砲射撃を受けて僅か5日で滅亡。列強の座から転落し、「グラ・バルカス帝国領レイフォル州」となる。

### その他の主要国
グラ・バルカス帝国
ムー大陸よりも遥か西に出現した謎の国家。列強第五位のレイフォルをはじめ周辺国を圧倒的な軍事力で制圧している。その正体は日本と同じ転移国家で、地球基準で第二次世界大戦後期の技術水準と科学力を有している。
転移当初は慎重に事を進めようと融和政策を取ったものの、この世界の各国に散々軽く扱われる。遂には、パガンダ王国に交渉に赴いた皇族が処刑された事で、堪忍袋の緒が切れて侵略路線に方針転換。パガンダ王国とその宗主国レイフォルを、それぞれわずか数日で滅ぼした。
なぜか兵器の意匠が旧日本軍のものと酷似しており、大和型戦艦や零式艦上戦闘機などに外観と性能が酷似した兵器類を有する。しかしその国力は第二次大戦末期のアメリカ合衆国に相当しており、世界一位の神聖ミリシアル帝国すらも凌駕している。
国際会議の場で全世界に宣戦布告し、列強第一位の神聖ミリシアル帝国率いる世界連合軍と激突。さらに植民地のレイフォルを経由してムー国本土に陸上侵攻したことで、日本とも衝突する事になる。日本のことも自国と同じ転移国家であると気付いているが、技術水準の大きな差と誤認識により、日本の実力をひどく過小評価している。
通称として「第八帝国」、「バルカス」とも呼ばれる。
アニュンリール皇国
神聖ミリシアル帝国から遠く真南のブランシェル大陸を本土とする南方世界の盟主的国家。有翼人という白黒一対の翼を生やした種族が国を治めており、外交窓口は本土北側の「ブシュパカ・ラタン」と呼ばれる島に限定して実質的な鎖国政策を行っている。広大な土地を支配しているという理由だけで大国の集まる国際会議にも呼ばれているが、ほとんどの他国からは文明水準が低い国家と考えられている。
しかし衛星写真により、本土には神聖ミリシアル帝国などに匹敵する発展した大都市や、ミリシアルの魔導戦艦と同クラスの戦艦など、高度な文明と技術を有することが日本に確認されている。
リーム王国
第三文明圏内の文明国。パーパルディア皇国の北に位置する。非列強国の中では強大な国力と軍事力を有するが、列強のパーパルディアからは小国扱いされている。日本から入手した地球の知識と発想でパーパルディアに対抗する新兵器を開発する。
パーパルディア皇国が日本との戦争で劣勢に立たされた時、それに乗ずる形で参戦。新たな領土を手に入れようと画策するが失敗。新兵器の威力を確認する成果を得ただけで終わった。
パンドーラ大魔法公国
第三文明圏内の文明国。フィルアデス大陸西部に位置する。政治形態は学院制と呼ばれる特異なもので、「魔法学校」という各地の魔法研究機関兼教育機関が連合を組んだ「学院連合」が行政を兼務している。法王、軍王、魔導大学校校長などの重役らの合議制で国政を決定する。
高度な魔導技術と軍事力を持つが、実権はパーパルディア皇国に握られている。
マギカライヒ共同体
ムー大陸に存在する第二文明圏内の文明国。共産的学院制と呼ばれる政治形態で、各州がそれぞれ独立した政府を有する。
ムーから入手した機械技術を魔導技術と融合させた「魔導機械工学」という科魔融合の複合文明を発達させ、高度な技術を築いている。機械技術のある日本にも興味をもち、国交樹立前から交流している。
ニグラート連合
ムー大陸に存在する第二文明圏内の文明国。かつてムー大陸に侵攻した人々が、ムーの科学技術国としての台頭に危機感を抱き、部族連合を結成して築いた連邦国家。イトラタ州、グロウン州、オーソナス州、ベリンジ州、カロッシュ州の5つの州を中心に、10ヶ国の小国を束ねる形で構成される。首都はイトラタ州マンデラス。
長い年月の間にムーとの対立関係は無くなったため、連合を維持する理由はもう無いのだが、逆に解消する理由も無いためそのままとなっている。竜母やワイバーンロードなど列強相当の軍事力も多数保有しているが、最近ではグラ・バルカス帝国の台頭に危機感を抱き、ムーとの合併案も出ている。
イルネティア王国
ムー大陸西の文明圏外の島国。西方世界とムー大陸を繋ぐ交通の要衝として栄え、文明圏外ながら高い技術力を持つ。軍事技術も並みの文明国を凌いでおり、銃火器や戦列艦を装備している。しかし突如出現したグラ・バルカス帝国から植民地化を迫られ、ムーやミリシアルに軍事支援を求めるが、その間に侵攻が始まったことで攻め滅ぼされてしまった。
トルキア王国
中央世界に存在する第一文明圏の文明国。林業や鉱業が盛んで、軍事面でも多数の戦列艦を有する。エモール王国の同盟国でもある。
アガルタ法国
中央世界に存在する第一文明圏の文明国。神聖ミリシアル帝国の北に山脈を挟んで位置し、冷涼な気候の土地が広がっている。政治形態はパンドーラ大魔法公国と同じ学院制。
個人単位での魔法技術が発達しているため、遺跡解析に重点を置く神聖ミリシアル帝国とは対照的に人材育成に力を入れている。実用性が低いのでやる者は少ないが、熟練した魔導師は箒で空を飛ぶなどの芸当も可能。
主に水産業や魔石の採掘によって成り立っており、最近は農業生産も活発化している。
中央法王国
中央世界に存在する第一文明圏の文明国。神聖ミリシアル帝国から北西の島国。主な産業は魔法学の研究、漁業、農業。高度な魔法技術を元に古代魔法を研究・開発する事で魔導師の能力を引き出すことに長けている。魔導師個人に頼るため数は限られるが、個々の魔導師は強力で、ミリシアルが魔帝の遺跡解析に参考人として呼ぶほど。
しかし魔導工学には力を入れていないため魔信が普及しておらず、他国との連絡には少し手間取っている。
カルアミーク王国
日本から見て北東に3,000㎞の位置に存在する島国。周囲を高さ約1,500mのカルデラのようなリング状の山脈と内海に囲われており、航空機を使わなければ外界との移動が困難な土地となっている。国内には「古の魔法帝国」の高度な遺跡が残されており、魔帝の究極兵器「コア魔法」の情報が残されている。国外に脱出することが困難だったこともあり、外界の存在を認識しておらず、外界の国々からも知覚されていなかったが、日本の打ち上げた人工衛星によって発見された。
書籍版では日本と国交を結んだことだけが3巻で語られており、直接登場はしないが、Web版では日本とカルアミーク王国の接触が外伝「竜の伝説」という形で描かれている。
エスペラント王国
外伝2巻で舞台となる城塞国家。魔獣の溢れるグラメウス大陸内に存在し、魔獣との間で生存戦争を続けている。
魔獣との長きに渡る戦いにより小国ながらパーパルディア皇国に匹敵するほど技術力を発達させており、科学技術由来の蒸気機関や銃器などを実用化している。また魔獣の侵入を防ぐため国土の周囲を壁で覆っている。
カルアミーク王国と同じく外界の存在を認識しておらず、外界の国々からも知覚されていなかったが、日本の打ち上げた人工衛星によって発見された。
トーパ王国で魔王ノスグーラが討伐された後、魔獣の活動が活発化したことで国家滅亡の危機に陥っていたが、日本から飛来した1機の墜落機と、墜落から唯一生還した1人の自衛官によって運命が変わる事になる。

### その他の国
古の魔法帝国
正式名称はラヴァーナル帝国。「魔帝」と通称される。漫画版では「古代魔法帝国」と呼ばれる。
日本が転移する数万年前に存在していた国家で、国民全てがどの種族よりも遥かに高い魔力と高度な知識を有するが、その圧倒的な力によって他種族を見下し、全世界を支配下に置いていた。しかしあまりに傲慢だったため、ついには神々に弓を引き、怒った神々によって自国の存在するラティストア大陸に星を落とされた。これに対して隕石落下から逃れるため自国領土に結界を張り、ラティストア大陸ごと未来に転移したと言われており、日本が転移してきた時点では世界各所にその遺跡が点在するのみで存在しない。
インフィドラグーン
古の魔法帝国が転移する前の時代に存在した、竜の神々が治める国。魔帝が竜人族の皮をバッグなどの革製品にしたいという理由で竜人族献上を要求してきたことにより、魔帝との間で「竜魔大戦」と呼ばれる戦争に発展。最終的に魔帝の究極兵器「コア魔法」の投射により大都市を消滅させられたことで崩壊した。
この際に竜人族は世界中に四散したが、魔帝の転移後に再び集った竜人族が国を作り、これが現在の世界第三位の列強エモール王国となる。
アトランティス
約1万2,000年前、ムー大陸が転移する前の地球でムーとともに世界を二分していた超古代文明。ムー国内に残されていた記録によると、現在の南極大陸に存在していたとされている。
もともとは大陸全体が赤道付近に位置していたが、ムー転移後に地球の地軸がずれたらしく、環境が南極と化したことで崩壊したのではないかと作中で推測されている。このため現代には存在せず、転移前の日本でも、ムーとともに都市伝説の一種として語られていた。作中ではその存在が語られたのみで登場はしない。
この他にも文明国・文明圏外国含めて多数の国家が存在しており、作中で国名が出されていない国家も無数にある。

## 登場人物

### 日本国

#### 外務省
田中一久
日本国外務省の外交官。本作で一番最初に登場する日本人。漫画版では眼鏡をしている。
護衛艦「いずも」に乗ってクワ・トイネ公国とファーストコンタクトを取り、クワ・トイネの首脳陣との交渉や、日本に派遣されたクワ・トイネ使節団の案内役を務める。国交締結後は在クワ・トイネ大使となるが、後にロウリア王国侵攻の危機が迫っていることをクワ・トイネ側から伝えられる。
朝田泰司
外交官。眼鏡。2巻表紙左側中央寄りの眼鏡の人物。
補佐の篠原とともにパーパルディア皇国との国交締結交渉に赴くが、皇国から属国化を要求された上で「日本人観光客虐殺事件」を映像中継で見せつけられることになる。その後は皇国との交渉にあたった。数年後にはグラ・バルカス帝国との交渉にあたっており、日本と敵対した国々との交渉に際してよく登場する。激情型だが出しとけばとりあえず結果は出してくれると上司から評されている。
島田
外交官。眼鏡。剣道七段保有。フェン王国へ国交締結の交渉に赴くが、フェン王国とパーパルディア皇国の武力紛争に遭遇してしまう。
漫画版ではクワ・トイネとの実務者協議にも参加しており、クワ・トイネにODA（政府開発援助）による輸送インフラ建設を提案する。
御園
ムーへ派遣された外交官。漫画版では眼鏡。
補佐の佐伯とともにムーとの国交締結の交渉に赴き、その途中でムーが地球から転移したムー大陸であることに気が付く。ムーとの国交樹立後は在ムー大使となり、ムーの外交関係者らと交渉を行うなどしている。グラ・バルカス帝国によるムー侵攻の危機が迫った際もムーの外交関係者と応対する。
柳田 - 中井
外務省職員ら。漫画版では共に眼鏡。中井の方は女性。
書籍2巻から4巻で主に登場し、パーパルディア皇国に滅ぼされたアルタラス王国の亡命王女ルミエスの保護や、国益を考慮してアルタラス王国の再独立などに動く。
中井は後に神聖ミリシアル帝国に設立された日本国現地調査団事務所に赴任。各分野から事務所に派遣された人員とともにミリシアルの調査を行っているが、その最中にグラ・バルカス帝国から恐喝を受けているイルネティア王国のエイテス王子らの訪問を受ける。
荒尾
エモール王国に派遣された公使。
国交締結交渉のために内陸国のエモールへと直接陸路で赴く。
近藤俊介
神聖ミリシアル帝国との交渉にあたった外交官。後に補佐役の井上一己とともに先進11ヵ国会議へ派遣されるが、地球ではありえない破天荒ぶりな会議に困惑することになる。その後はエスぺラント事変の調査のため、アニュンリール皇国に派遣される。

#### 防衛省・自衛隊
大内田和樹
陸上自衛隊第7師団師団長。階級は陸将。
ロウリア王国に侵攻されたクワ・トイネ公国に派遣され、城塞都市エジェイに迫る敵軍への攻撃や、ロウリア王国領内への進撃、ロウリア王国首都包囲などに際して第7師団の指揮に当たった。その後は一時期北部方面隊の総監部に異動していたが、グラ・バルカス帝国のムー侵攻に際して実戦経験を買われ、再び第7師団に復帰して師団長として指揮をとる。
好物はたらこスパゲッティで、学生時代から気に入っている。
中野 - 橋本
陸上自衛隊第1空挺団所属の隊員。
警視庁SATとともにロウリア王城にヘリボーン降下で突入。迎撃に出たロウリア近衛隊と近接戦・白刃戦を繰り広げる。
百田太郎
陸上自衛隊トーパ王国特別派遣部隊先遣小隊の小隊長。階級は二等陸尉。
魔王ノスグーラ率いる魔王軍の侵攻を受けたトーパ王国に派遣され、小隊を指揮して魔王軍と対峙する。
部下の城島（キジマ）、猿渡（サルワタリ）、犬神（イヌガミ）と自身（モモタ タロウ）の名前から桃太郎の物語に便乗したような小隊の編成と作戦内容に、上層部の何らかの意図を疑っている。
天野
陸上自衛隊フェン王国邦人救出隊第1戦闘団の指揮官。階級は二等陸佐。
パーパルディア皇国の侵攻を受けたフェン王国へ邦人保護に派遣され、侵攻軍との戦闘を指揮する。妹の娘である姪夫婦は「日本人観光客虐殺事件」に際して皇国に殺されている。
フェン王国首都アマノキへ進軍するパーパルディア皇国軍陸戦部隊に対し攻撃を加え、これに大打撃を与えた結果、皇国軍は降伏を決断。この世界における降伏の合図を行うが、天野は理解しつつも私怨から「降伏する時は白旗を揚げるように通達しておいた」ことを理由にこれを無視。降伏したパーパルディア軍の生き残りを殲滅している。
岡真司
外伝2巻主人公。階級は三等陸曹。陸上自衛隊グラメウス大陸先遣調査隊の一員で、元隊は第36普通科連隊。工業高専出身。
魔物大陸と通称されるグラメウス大陸に調査隊の一員として派遣されるが、調査隊の搭乗していたC-2輸送機が墜落。
たった一人墜落から生き残るが、グラメウス大陸内で魔獣の脅威に晒されている未知の王国、エスペラント王国へと遭難する。その後は王国に住む人々を魔獣の脅威から守るため戦うことになる。
桑原
外伝2巻エピローグに登場する連隊長。階級は二等陸佐。
岡三曹による救援要請を受け、災害派遣活動部隊を率いてエスペラント王国へと向かった。
海原
こんごう型護衛艦「みょうこう」艦長。
ロウリア王国との戦争に派遣され、転移後の日本にとって初となる戦闘を指揮。ロウリア王国海軍の船団およびワイバーンと交戦する。漫画版ではフェン王国での軍祭にも派遣されている。
山本
いずも型護衛艦「いずも」艦長。
ロウリア王国との戦争に派遣される。漫画版ではフェン王国の軍祭にも派遣されている。
内野
海将補の艦隊司令。
ひゅうが型護衛艦「いせ」から第2・第4護衛隊群を指揮し、「エストシラント沖大海戦」でパーパルディア皇国の大艦隊と激突した。
衣川
たかなみ型護衛艦「たかなみ」艦長。
日本近海に出現したグラ・バルカス帝国海軍のシータス級潜水艦「ミラ」と交戦する。
三浦
海上自衛隊第4護衛隊群司令。
日本で修復と改修を終えたムー国戦艦「ラ・カサミ」の護衛として第4護衛隊群を指揮してムーに赴く。同国の港湾都市マイカルへと寄港している最中、マイカルを襲撃しようとするグラ・バルカス帝国海軍本国艦隊第52地方隊「イシュタム」に対して第4護衛隊群を指揮して交戦する。
白坂
あきづき型護衛艦「すずつき」艦長。
第4護衛隊群の指揮下でグラ・バルカス帝国本国艦隊第52地方隊への攻撃を行う。
樋口浩介
航空自衛隊のF-2戦闘機パイロット。初登場時の階級は三等空佐。
パーパルディア皇国との戦争に参加し、皇国軍の対空兵器を攻撃する。その後、グラ・バルカス帝国との戦争では二等空佐に昇進し、ムー支援派遣混成戦闘航空団の司令に就任する。
神藤一貴
F-2戦闘機のパイロット。階級は二等空尉。TACネームは「モレヤ」。
グラ・バルカス帝国に侵攻されたムー国に派遣され、グラ・バルカス帝国軍機と交戦する。
福井
外伝2巻の登場人物。F-2戦闘機のパイロット。階級は二等空佐。所属は第3航空団第3飛行隊。
グラメウス大陸に遭難した岡三等陸曹の救援要請を受け、編隊を率いてグラメウス大陸へと飛ぶ。
本田
防衛装備庁航空装備研究所所属。
パーパルディア皇国との戦争で海上自衛隊のP-3C哨戒機改造の爆撃機を急遽投入させることになり、P-3Cの改造作業に奔走する。
小野 - 岡本
防衛装備庁職員ら。岡本が上司。
小説の3巻と4巻に登場し、神聖ミリシアル帝国、グラ・バルカス帝国、古の魔法帝国をはじめとする新世界国家の軍事技術の分析と考察を行う。
横田 - 堀山
防衛省職員ら。
衛星画像の分析を行っており、衛星画像から神聖ミリシアル帝国の古代兵器を発見する。
三津木久則
防衛省統合幕僚監部の若手幹部。眠そうな目が特徴の細身な男。
場の空気を読まず発言し、さらに他を気にせず発言を進めるのでよく周囲の人をイラつかせるが、ごく稀に的確な発言をすると評される。
グラ・バルカス帝国によるムー本土侵攻の危機が迫る中、日本・ムー・ミリシアルの三ヶ国で第二文明圏からグラ・バルカス帝国を撃退するための三国合同作戦を提案する。

#### その他
瀬戸衛
海上保安庁巡視船「しきしま」船長。
ロウリア事変終結後、ロデニウス大陸近海で増加する海賊の取り締りに派遣されている最中、アルタラス王国から来た偽装商船を海賊から救う。その後は神聖ミリシアル帝国で開催される先進11ヶ国会議に、近藤外交官らの乗るクルーズ客船「飛鳥II」の護衛として派遣される。
青木
警視庁警備部警備第一課特殊部隊（SAT）の小隊長。
武装勢力（ロウリア王国）の首領であるロウリア国王を逮捕すべく、部隊を率いて陸上自衛隊第1空挺団とともにロウリア王城に突入する。漫画版ではSATの登場がオミットされたため登場しない。
星野
高エネルギー加速器研究機構に新設された新世界環境研究チームに生物学担当で編入された自然学者。
異世界の異様さや人種の多さ、魔法の存在に困惑する。
中村
異世界の歴史を探査する歴史文化研究チームに所属する考古学者。
クワ・トイネ公国の聖地「リーン・ノウの森」の調査に赴き、聖地の奥地に保管されたエルフ達に伝わる神器「神の船」を目撃する。
東（あずま）
呉市昭和地区にあるJ社呉事業所造船所の統括責任者。
日本に回航されたムーの戦艦「ラ・カサミ」の修復と改修を担当する。
長野
M重工航空宇宙技術本部のジェットエンジン技術者。
神聖ミリシアル帝国から入手した魔法版ジェットエンジン「魔光呪発式空気圧縮放射エンジン」の仕組みや構造を調査する。
山口優
自動車運搬船「DRIVE NEW WORLD」船長。
ムーへの航海中、グラ・バルカス帝国海軍のシータス級潜水艦の艦載機に襲撃される。

### クワ・トイネ公国
マールパティマ
クワ・トイネ公国軍第6飛龍隊の竜騎士。本作で一番最初に登場する人物。
相棒のワイバーンと哨戒飛行中、自国領空を侵犯する未確認騎（日本のP-3C哨戒機）と遭遇。追撃しようとしたものの、未確認騎との速度差から振り切られてしまう。
イーネ
公国軍マイハーク防衛騎士団長にしてコルメス公爵家令嬢。
経済都市マイハークの上空に飛来した未確認騎を目撃する。書籍1巻、2巻、5巻の特典では主要人物として登場し、後に日本へ訪れている。自衛隊第7師団長の大内田陸将とも関係を持つようになる。
ミドリ
公国海軍第2艦隊の軍船ピーマ船長。
自国近海に現れた日本の護衛艦「いずも」を臨検し、日本の人々とファーストコンタクトを取る。
カナタ
クワ・トイネ公国首相。漫画版ではエルフ。
高空を高速で飛翔する鉄竜や、巨大な鉄船を派遣して接触してきた日本国の外交官・田中に対し、公国外務卿のリンスイとともに会談を行う。日本との国交締結後、急速に公国の生活水準が向上し始めていることを実感するが、ロウリア王国の脅威が近づいている事に警戒する。
リンスイ
クワ・トイネ公国外務卿。
カナタ首相とともに田中外交官と会談する。日本が接触してきた当初は日本が転移国家という事実を疑っていた。ロウリア王国による侵攻後は、日本が自衛隊を派遣する用意がある事をカナタ首相に伝える。
ヤゴウ - ハンキ
クワ・トイネ公国から日本に派遣された使節団団員。ヤゴウは外務局職員、ハンキは外務局へ出向中の軍務局将軍。
異世界側の人間で初めて日本の本土へ行き、日本との実務者協議に参加する。
漫画版では、その後の大東洋諸国会議にも二人で参加している。
モイジ
公国軍西部方面騎士団長。漫画版では獣人。
国境付近の町ギムの守備を担当していたが、ロウリア軍の公国侵攻に遭遇する。妻子がいる。
ブルーアイ
公国海軍第2艦隊作戦参謀。第2艦隊提督パンカーレの側近。漫画版ではエルフ。
ロウリアから4,000隻もの大船団が公国に迫るなか、日本が派遣した海上自衛隊の第1護衛隊群に観戦武官として赴く。4,000隻の大船団に対して僅か8隻しかいない護衛艦に部下を送ることに上司のパンカーレ提督からは反対を受けるが、自信が海軍首席レベルの剣術を誇ることを理由に説得して護衛艦へと移乗。そして海上自衛隊とロウリア王国海軍の海戦を目撃する。
ノウ
城塞都市エジェイを指揮下に置く公国軍の将軍。
日本からの援軍を露骨に嫌い、援軍として派遣された自衛隊の大内田陸将に対しては、基地から出ることなく支援に徹してほしい、と遠回しながら邪魔者は引っ込むように伝える。その後、自衛隊からの"支援攻撃"の要請を許可し、自衛隊の特科部隊による"支援攻撃"を目撃する。

### ロウリア王国
ハーク・ロウリア34世
ロウリア王国国王。漫画版4巻表紙中央の人物。
王国による大陸統一と亜人殲滅を先々代からの悲願にしており、パーパルディア皇国からの軍事支援のもと、6年間に渡る準備を整えてクワ・トイネ公国とクイラ王国に宣戦布告する。
漫画版では風呂好きとして描かれており、基本的に王城内の浴場でバスローブ姿か全裸姿のまま登場する。
パタジン
ロウリア王国軍防衛騎士団将軍。
王国軍の最高責任者で、鎧の上からでも一目で分かるほどの鍛え抜かれた肉体の持ち主。
漫画版では、浴場で鎧姿のままハーク・ロウリア34世に戦果報告をさせられている。
マオス
ロウリア王国宰相。
王国の外交担当であり、御前会議などでは進行役を務める。
ヤミレイ
王宮主席魔導師。
日本は「復活した古の魔法帝国ではないのか」と推測する。彼自身もまた部下の魔導師たちを率いて直接日本と戦う。
シャークン
ロウリア王国海軍海将。
4,400隻の軍船と14万人の水兵を率いてクワ・トイネ公国の経済都市マイハークに海上から進撃する途上、ロデニウス大陸に派遣された海上自衛隊と交戦することになる。
ジューンフィルア
ロウリア王国東部諸侯団指揮官の伯爵。2万の兵を従えてクワ・トイネ公国の城塞都市エジェイに進撃する。
赤目のジョーヴ
ホーク騎士団第15騎馬隊長。
元山賊や海賊で構成されたホーク騎士団の中でも特に残忍な危険人物。作中でも部下達とともに避難中のエルフの人々を襲撃しているが、避難民の救助に現れた陸上自衛隊の対戦車ヘリコプター部隊から攻撃を受ける。
パンドール
ロウリア王国軍三大将軍の一人。クワ・トイネ公国に侵攻したロウリア王国軍の地上部隊を統括する。
アデム
パンドール将軍率いる侵攻部隊の副将。魔獣を使役する能力を持つ。
Web版では戦死するが、書籍版・漫画版では生存しており、その後も重要人物として度々登場。後にアニュンリール皇国へと渡りつく。
カルシオ
ロウリア王国軍防衛騎士団第3騎兵隊大隊長。
王都を包囲した陸上自衛隊の部隊に対して夜襲を仕掛ける。
ランド
ロウリア王国軍近衛隊大隊長。
王城内に突入した第1空挺団とSATの混成部隊を迎え打つ。
ムーラ
ロウリア王国軍竜騎士。
ワイバーンに乗って偵察飛行中、陸上自衛隊のヘリコプターと遭遇する。妻子がいる。
ターナケイン
ロウリア王国軍第2竜騎士団の竜騎士。
幼い頃、魔獣に襲われかけたときに竜騎士に命を救われた事をきっかけに竜騎士を志した。初陣で日本の航空自衛隊と交戦する。
スワウロ
ロウリア王国軍重装歩兵。既婚。
王都ジン・ハークでの攻防戦に参加する。その直前に五代前の先祖が買ったという「伝説の盾」を妻から渡されて出陣。日本の陸上自衛隊と対峙し、機銃掃射( M2重機関銃によるもの） を受けるが、この際に妻から渡された盾が自身の命を救うことになる。
この盾は、古の魔法帝国の金持ちが余興で作らせたと伝わっていた。

### フェン王国
シハン
フェン王国の長である剣王。
王でありながら飾らない人物であり、剣道七段保有の島田外交官をして所作から達人の域を超えていると評される。国交締結の交渉に赴いた日本の島田外交官らに、自国での軍祭に海上自衛隊の護衛隊群を参加させて欲しいと求める。
アイン
軍事組織兼警察組織である王宮武士団の十士長。国に10人しかいない剣豪の一人。
幼いころに母親を亡くしており、そのときの出来事をきっかけに人の役に立つべく王宮武士団へと入団した。王国西の都市ニシノミヤコにて警備の任に就いているが、パーパルディア皇国の脅威が忍び寄っている中でも、日本人観光客が警戒感なく自国を訪問している様子に不安を抱く。

### トーパ王国
ガイ
「世界の扉」と呼ばれる城塞の守備隊に雇わている傭兵。後述するモアとエレイとは幼馴染。特に女性のエレイに対しては魔王軍侵攻の3年前に告白したものの、振られている。
魔王軍によるトーパ王国再侵攻に遭遇、さらに復活した魔王ノスグーラを目撃する。この後「世界の扉」の守備隊は魔王軍の攻撃で壊滅するが、モアとともに後方のトルメス城へと報告に向かったため助かっている。その後、日本から派遣されてきた陸上自衛隊先遣小隊と共に、ミナイサ地区での民間人救出作戦に参加する。
モア
城塞「世界の扉」の守備隊の正騎士。エルフ。男爵家の息子だが、平民であるガイやエレイの幼馴染。
ガイとともに魔王軍のトーパ王国再侵攻に遭遇するが、トルメス城への報告に向かっていたため助かる。その後はガイと日本の陸上自衛隊とともに民間人救出作戦に参加する。エレイからはある種の好意を向けられている。
エレイ
城塞都市トルメスのミナイサ地区にて飯屋を営んでいるエルフの女性。ガイとモアの幼馴染。魔王軍侵攻の3年前にガイから告白されているが、ガイの傭兵稼業では安定しないという理由から交際を断っている。
トーパ王国に進行した魔王軍によって他の住民たちとともに「食糧」として捕らえられてしまう。

### アルタラス王国
ターラ14世
アルタラス王国の国王。
パーパルディア皇国から自国最大の魔石鉱山の献上と、王女の奴隷化という理不尽な要求を受け、自らの娘である王女ルミエスを国から逃す。自身の娘だけを逃したことを指導者失格と思いつつも、その後にパーパルディア皇国皇軍が直接侵攻してきた際は自身も最前線に立って戦い、そして戦死する。
ルミエス
王国の王女。2巻表紙中央の人物。漫画版では長い青髪をしている。
父であるターラ14世により偽装商船で王国から脱出。途中で海賊に襲撃されてしまい、戦闘中に受けた矢に塗られていたサソリ毒で意識不明の重体に陥るも、海上保安庁の巡視船に救助された後、治療を受けて無事全快。
その後は祖国がパーパルディアに攻め滅ぼされたため亡国の王女となり、日本に亡命。クワ・トイネ公国からの留学生という立場を与えられ、後に日本からの協力を得て亡命政府を樹立。女王となってアルタラス王国の再独立に動く。祖国を滅ぼしたパーパルディア皇国を、当然ひどく憎んでおり、「悪魔のような国」とまで表現している。
後に日本側の思惑に乗り、魔信を通じてパーパルディア軍の惨敗を世界に公表。パーパルディア属領の住民に反乱をうながす。それが実質的なとどめとなり、パーパルディア皇国は国そのものが崩壊。没落して列強の座から転落した。
リルセイド
王族直属の女騎士。
真面目かつ忠義心に溢れた人物で、ルミエスの国外脱出に付き従って日本に着く。日本ではルミエスの護衛を務めつつ、日本国内の大学で大陸共通言語の非常勤講師を勤めることになる。
ライアル
元王国軍第1騎士団長。
パーパルディアの属国となったアルタラス王国の地下抵抗組織軍長で、地下組織を結成して決起の時を待つ。

### パーパルディア皇国
ルディアス
パーパルディア皇国の若き皇帝。27歳。銀髪。
若年ながら即位後は積極的な拡張政策をとり、皇国の国力を大きく飛躍させている。他者の才能発掘とそれを最大限に活かす人材配置の天才である。しかし一方で、全世界を征服してその支配者となることを本気で望み、「我が国こそ、世界を統べるべき国だ」「我こそが、世界の王となるべき男だ」「我が国が世界を支配すれば、世界は平和になるのだ」と公言する、異常に傲慢でかつ危険な野心家。誇大妄想橋に近い。また、あまり表には出さないが、同じ皇族のレミールに少なからず特別な感情を抱いている。
祖国が日本に敗戦したことで、実権だけでなく自由も未来も希望も含めてすべてを失い、実質的な終身懲役刑となる。
レミール
パーパルディア皇国の皇族で、外務局監査室に所属する銀髪の美女。3巻表紙の人物。
皇帝ルディアスに特別な感情を抱いており、ルディアスの傍らで、世界の支配者の妃・世界の女王となることを夢見ていた。
外務局監査室の人間として各外務局の不手際を監視しており、文明圏外国相手の外交では時に相手国の国民をみせしめとして処刑する狂犬。日本に対して弱腰ととれる対応をする第3外務局長カイオスに代わり、日本との交渉を担当。日本に自国への絶対的隷属を要求し、拒否されると、日本人観光客200名の処刑を命ずる。
この「日本人観光客虐殺事件」を起こしたことが命取りとなり、祖国の敗戦後、すべてを失って破滅。犯罪者として日本に引き渡された。ルディアスと同様、傲慢になりすぎて破滅したケースの典型と言える。
エルト
列強国との外交を専門とする第1外務局の局長。Web版では男性だが、書籍・漫画版では女性。
後述するカイオスのかつての部下で、外交面での優れた手腕を買われてカイオスよりも高位の役職に就いている。一方で軍事分野の知識に疎く、本人もそれを自覚している。
カイオス
文明圏外国との外交を専門とする第3外務局の局長。
皇国の人間で最初に日本との外交を担当することになった人物。他国への懲罰攻撃を行う皇国観察軍の指揮権を有しており、このためフェン王国への懲罰攻撃に派遣された観察軍を破った日本に警戒心を抱いている。しかし、それが理由で外務局監査室所属の皇族レミールに「弱腰外交」と見做されて日本との交渉役を外されてしまう。
属領と属国の疲弊や、統治機構の腐敗など、以前から皇国の問題には頭を抱えている。かつての部下であるエルトに対してはその手腕を認めつつも、自身よりも高位な第1外務局長の座に未練を残している。
貿易商とのつながりも強く、日本との交渉役がレミールに移った後も貿易商などの民間経由で日本についての調査を続け、やがて皇国政府の中で一番早く日本とパーパルディア皇国の隔絶した差を把握。それが結果として、祖国を滅亡から救うことになる。
アルデ
皇国軍最高司令。
パーパルディア皇国の正規軍である皇軍の最高責任者を務める。カイオスに対抗心を持っているのか、遠回しに第3外務局を貶す発言や、カイオスの指揮下にある観察軍が日本に敗北したことを「第3外務局と観察軍は、栄えある皇国の恥」と批判する場面が見られる。
ポクトアール
第3外務局麾下の皇国監察軍に属する東洋艦隊の艦隊司令官。
領土割譲の要求を拒否したフェン王国に対し、第3外務局からの命令で懲罰攻撃に出撃するが、ちょうどフェン王国での軍祭に参加していた日本の海上自衛隊と交戦することになる。
レクマイア
皇国監察軍東洋艦隊所属の竜騎士。
ワイバーンロードに乗ってフェン王国への懲罰攻撃に参加し、フェン王国への外交官送迎に派遣されていた日本の巡視船を攻撃。直後に巡視船から20mm多銃身機銃による正当防衛射撃で撃墜されるも生還し、日本に捕虜として運ばれ、警視庁に東京拘置所へと抑留される。
カスト
第3外務局所属の在アルタラス王国大使。
アルタラス王国に対して、魔石鉱山の献上や王女の奴隷化という、理不尽な要求を突き付ける。その傲慢な振る舞いゆえに、祖国の敗戦後、政治的取引でアルタラス王国に引き渡され、アルタラスの国民になぶり殺しにされる、自業自得の末路をたどった。漫画版には登場しない。
イノス
国家戦略局に属する南方担当課の課長。
ロウリア王国のクワ・トイネ公国侵攻以前より、ロデニウス大陸の資源を獲得すべく、部下のパルソとともに独断でロウリア王国への支援を行っていた。
シウス
アルタラス王国及びフェン王国への侵攻を指揮した艦隊司令官。
「冷血」「無慈悲」な戦術家と評される。フェン王国に侵攻した際、邦人保護に派遣された海上自衛隊と交戦。乗艦を撃沈され捕虜となる。
バルス
海軍本部に勤める皇国軍の海将（海軍総司令官）。エストシラント沖での大海戦の際、海上自衛隊により海軍本部を粉砕されて戦死。
シルガイア
海軍本部の臨時職員。海将バルスの同窓生。

### ムー
マイラス・ルクレール
ムー国の技術士官。所属はムー統括軍情報通信部情報分析課。
若くしてムー国随一の技術士官と言われている優秀な人物。日本から御園外交官らが国交締結の交渉にムーへ訪れた際、日本の技術水準調査をムー外務省から依頼され、御園外交官らの案内役を務めつつ日本の技術水準を探ることになる。その途中で日本がムーと同じ地球からの転移国家であることを知る。
その後、日本とパーパルディア皇国が戦争になった際は後述のラッサンとともに日本側に観戦武官として派遣。日本と自国のあまりに隔絶した技術力の差を知るが、それでもなお積極的に日本の技術を学ぼうとしたため、ムーきっての日本通になる。
当初の階級は尉官だったが、中央暦1643年5月時点（書籍6巻）では少佐に昇進。技術系ながら史上最年少で佐官階級に昇進しており、昇進とともに技術将校となって軍備総監部へ異動している。
ラッサン・デヴリン
ムー国の戦術士官。
日本とパーパルディアの戦争に際し、マイラスとともに日本に観戦武官として派遣される。当初は日本のことを文明圏外国家と侮っていたものの、日本と自国のあまりに隔絶した技術力の差や戦術の違いを知り、マイラスとは逆にムーが日本にいろいろな面で負けているという事実に頭を抱えている。
後の中央暦1643年時点で階級は大尉となり、ムー統括軍参謀本部の戦術参謀官となる。この時点では日本に関する知識も身に付けている。
ミニラル
ムー海軍戦艦「ラ・カサミ」艦長。
作中では小太りなシルエットをしていると評される。子供の頃、乗っていた客船が海魔に襲われた際、彼の父親が艦長を務める機甲戦列艦に救われ、それをきっかけに優しく強い父のような者になりたいという思いから海軍の道を選んだ。「ラ・カサミ」艦長として、彼の祖国と対峙する事になったグラ・バルカス帝国の海軍と二度激突する。
ラ・ムー
首都オタハイトの王城に住まうムーの国王。
ムーの王族はすでに国政から手を引いているため、象徴的存在として国民から親しまれている。
ユウヒ・マリーニ
在日ムー大使。
旧駐日カナダ大使館に置かれた在日ムー大使館にて、日本の外務省との交渉役として頻繁に登場する。
マクゲイル・セネヴィル
ムー陸軍キールセキ駐屯地司令。階級は大佐。
グラ・バルカス帝国によるムー国侵攻に際し、ムー国に援軍として派遣された陸上自衛隊とグラ・バルカス帝国陸軍との戦闘を目撃する。
アリア・カラブレーゼ
ムー西部国境の街アルーに住む貴族カラブレーゼ家の長女。カラブレーゼ家は父ラザロ、母ルアーナ、兄エリク、妹ベロニカの五人家族。両親に内緒でオートバイの運転を練習している。
グラ・バルカス帝国軍によるアルーへの侵攻に遭遇し、オートバイでの逃避行の最中にグラ・バルカス帝国軍機と航空自衛隊の空中戦に遭遇する。

### 神聖ミリシアル帝国
ミリシアル8世
神聖ミリシアル帝国の皇帝。
フルネームは「ルキウス・エルダート・ホロウレイン・ド・ミリシアル」。血は薄いがエルフであり、年齢は4,000歳以上になる。
フィアーム
神聖ミリシアル帝国の外交官。
日本に国交締結、先進11ヶ国会議への参加を打診するため派遣される。日本国内ではリニアモーターカーへの体験搭乗や、瀬戸大橋、東京スカイツリーなどを視察する。
ライドルカ・オリフェント
帝国情報局局員。
第三文明圏での諜報活動を行っており、トーパ王国に侵攻した魔王ノスグーラ率いる魔王軍と、日本から派遣された自衛隊の戦闘を目撃する。後にフィアームとともに使節団の一員として日本を訪れる。
メテオス
古代兵器分析戦術運用部、「パル・キマイラ」2号機艦長。
神聖ミリシアル帝国を中核とする世界連合軍と、それを迎え撃つグラ・バルカス帝国軍が激突したバルチスタ沖大海戦に参加する。
バッティスタ
ミリシアル海軍第零式魔導艦隊司令官。
旗艦の「コールブランド」に座乗し、マグドラ群島沖で艦隊を指揮して訓練中だったが、グラ・バルカス帝国海軍東征艦隊による襲撃を受ける。
クロムウェル
第零式魔導艦隊旗艦のミスリル級魔導戦艦「コールブランド」艦長。
キャンディー
美容研究を追求する魔導師。
化粧品や美容液の開発に心血を注いでおり、彼女の開発した化粧品は世界中の人々がこぞって買い求める商品となっている。作中でも魔信放送でたびたび彼女の化粧品のCMが流れている。
研究の成果は自身にも用いており、間もなく80歳に達しようという高齢でありながら、外見年齢は20代のままを保っている。後に日本の化粧品の存在を知ってからは、研究のため自ら日本に渡航する。

### グラ・バルカス帝国
グラルークス
グラ・バルカス帝国の帝王。本名は「ルークス・ベルガ・フリュム・ヘリア・レーゲルステイン・ハバルト・フォン・グランデリア」。
皇太子時代には自ら兵を率いて幾多の戦場を飛び回っていた経歴を持ち、軍事方面の豊かな経歴と観察眼から「叩き上げの傑物」と評されている。
グラ・カバル
グラ・バルカス帝国の第一皇太子。本名は「カバル・エルーエ・ルキ・フォアデム・ハローバ・エリドル・フォン・グランデリア」。
国民からは慕われており、豊富な知識も持つが、ゴシップ誌などから得た情報をそのまま飲み込んでしまう上に一度決めたら他人の言うことを全く聞かない性格。父たる帝王の諫めも聞かず、強引にムー大陸の最前線へと視察に赴く。
シエリア・オウドウィン
グラ・バルカス帝国の外交官。眼鏡。4巻表紙の人物。
レイフォル州に赴任している20代後半の女性で、神聖ミリシアル帝国での先進11ヶ国会議に帝国代表として参加し、その場で全世界に対して宣戦布告する。その後も帝国の代表として外交を行うことになるが、戦艦「グレードアトラスター」に乗艦した際は漂流する敵兵の救助を艦長のラクスタルに要請するなど、個人としては真っ当な人物である。
ダラス・クレイモンド
外交官。6巻表紙の人物。
シエリアの直接の部下。シエリアよりも年下で、彼女を尊敬している。
下に対しては大きく高圧的に出る性格をしており、国家間交渉においては帝国の国力を背景とした恐喝的な要求や恫喝を度々行っている。特に、この世界の住人を軽蔑しきっており、人間とは思っていない模様。
一方で帝国内での汚職に対しては苦々しく思っている節があり、また前述の恐喝に関しても帝国の躍進を思って行っている等、ある意味で潔癖な人物。
ゲスタ
外務省に勤めるシエリアの上司。
冷酷な性格をしており、現地民の犠牲に全く頓着しない。また、「ある意味で潔癖」なダラスとは逆に出世欲と権力欲にまみれており、部下から提出された報告書を私利私欲に走って改ざんすることもある。少からず性差別主義的な思想の持主。
ナグアノ
情報局技術部の情報技官。
帝国の敵、あるいは敵対が予測される他国家の技術レベルや戦術に関する調査と研究を行っている。集めた情報を調査する中で、日本の情報も目にすることになる。
カイザル・ローランド
グラ・バルカス帝国海軍東方艦隊の司令長官。階級は大将。
帝国の三将と呼ばれる人物の一人で、人々からは帝国の軍神とも呼ばれている。グラ・バルカス帝国軍が神聖ミリシアル帝国を中核とする世界連合軍と激突したバルチスタ沖大海戦では、艦隊旗艦の戦艦「グレードアトラスター」に自ら乗って参加する。
ミレケネス
グラ・バルカス帝国海軍特務軍（旧監察軍）司令長官。
帝国の三将と呼ばれる人物の一人で、目尻の上がった妖艶ながらも凛とした雰囲気を漂わせる女将軍。「この戦力でどれほど戦えるか見てみたい」と主張して他の将官の反対を押し切り、ミリシアル海軍第零式魔導艦隊に戦力で劣る東征艦隊を敢えて差し向け、マグドラ沖海戦を引き起こす。
カオニア
グラ・バルカス帝国海軍第一打撃群司令官。
第一打撃群旗艦のヘルクレス級戦艦「ラス・アルゲディ」に座乗してバルチスタ沖大海戦に参加するが、ミリシアルの古代兵器の襲撃を受ける。
アルカイド
グラ・バルカス帝国海軍東征艦隊司令官。東征艦隊は海軍東部方面艦隊から威力偵察を目的として臨時編成された艦隊であり、アルカイド自身は特務軍司令長官であるミレケネスの部下である。
艦隊旗艦であるオリオン級戦艦「ベテルギウス」に座乗してミリシアル領マグドラ群島沖に向かい、そこで訓練を行っていたミリシアル海軍第零式魔導艦隊と交戦する。
ラクスタル
グラ・バルカス帝国海軍戦艦「グレードアトラスター」艦長。
列強レイフォル、イルネティア王国への侵攻作戦にて艦を指揮する。後にバルチスタ沖大海戦にも参加し、ここでも艦を指揮することになる。
フラグストン
グラ・バルカス帝国海軍戦艦「グレードアトラスター」の主砲射撃要員。
本文中では「帝国でもっとも高い命中率を叩き出す」と書かれ、同じ海軍兵の間にも「『グレードアトラスター』には神業を持つ射手がいる」という噂が流れているほどの技量を持つ熟練射手。バルチスタ沖大海戦に際しては、ミリシアルの古代兵器への46cm砲による射撃を行う。
メイナード
グラ・バルカス帝国海軍本国艦隊第52地方艦隊（通称「イシュタム」）艦隊司令。
第52地方艦隊は占領地の護衛と反乱鎮圧を目的として編成された艦隊であり、その役割上、司令部から一兵卒まで粗暴なサディストを集めて編成されている。ゆえに、指揮官たる彼もまた歪んだ性格をしている他、普段から具合の悪そうな青白い顔色をしている。
バルチスタ沖大海戦で戦力が手薄になったムー本国の攻撃作戦に参加。第52地方艦隊旗艦であるぺガスス級航空母艦「シェアト」に座乗し、本隊を指揮して商業都市マイカル攻撃に赴くが、それを阻止しようとする海上自衛隊第4護衛隊群と交戦する。
オスニエル
グラ・バルカス帝国海軍本国艦隊第52地方艦隊所属・オリオン級戦艦「メイサ」艦長。
数々の功績を上げているが、メイナードと同じく歪んだ性格の人物。バルチスタ沖大海戦で手薄になったムー本国の攻撃作戦に参加し、第52地方艦隊から分派された分遣隊を指揮してムー首都オタハイト攻撃に赴き、オタハイト沖にてムー海軍首都防衛艦隊及び日本での大規模改修を終えて回航されてきた戦艦「ラ・カサミ」と交戦する。
アストル・ヒースコード
帝国海軍第2潜水艦隊所属のシータス級潜水艦「バテン・カイトス」搭載機の特殊攻撃機「アクルックス」パイロット。
自身の技量に大きな自信を抱いており、空母機動部隊に配属されることを望んでいたが、潜水艦隊へ配属されたためにストレスで円形脱毛症を発症している。
このため戦果を上げることに飢えており、ムー近海での通商破壊作戦中に日本の自動車運搬船と遭遇してこれを襲撃、爆撃を加えて炎上させた上、脱出した乗組員に対しても機銃掃射を加える。しかし、これが日本の本格参戦を招くこととなった。
ガオグゲル・キンリーバレッジ
グラ・バルカス帝国陸軍第8軍団長。50代後半、階級は中将。
体格は痩身中背で、彫りの深い顔立ち。ムー国との国境付近に築かれた前線基地であるバルクルス基地の最高責任者も務める。ムー国侵攻時には部下に対して占領地での一切の略奪を咎めないことを示唆し、さらに自身もそのおこぼれに預かっていた。一方で軍人としては優秀な人物でもあり、自衛隊との戦闘では負傷後も指揮を執り続けるなど指揮官としての責務を果たす。
ボーグ・フラッツ
グラ・バルカス帝国陸軍第4機甲師団の師団長。40代後半、階級は少将。
がっちりとした体格で、若作りで鋭いながらも垂れ目という派手な顔立ち。指揮する第4機甲師団は第8軍団の麾下にあり、その軍団長であるガオグゲルは直接の上官だが、公私混同気味なガオグゲルの性格を内心で嫌っている。部隊を精強に育てることに楽しみを見出しているが、そのためであれば時に新兵に対して一般市民を銃剣で刺殺するよう命令するなど、残酷な命令を出すこともある。
モント・セラト
グラ・バルカス帝国陸軍第4機甲師団所属の戦車長。乗車はハウンドI中戦車。階級は軍曹。
昇進に強く執着しているが、突飛な事態には癇癪を起こす性格。それ故に運転手のジブラ・ルタル伍長からいけ好かないと思われてしまっている。ムー国キールセキ市への侵攻中、ムーの救援に派遣された陸上自衛隊と交戦する。

### その他の国々
スサノウ
ガハラ神国神軍風竜隊の隊長。
相棒の風竜とともにフェン王国の軍祭に参加し、同じく軍祭に参加した日本の護衛艦を目撃する。また「人間にとっては不可視の光」を護衛艦が発していることを相棒の風竜から伝えられ、護衛艦の性能に驚くことになる。
漫画版では山伏のような恰好をした人物として描かれている。
ハキ
パーパルディア皇国属領クーズの住民。
かつてはクーズ王国の名の知れた騎士爵の家の生まれだったが、彼が5歳の頃に王国はパーパルディア皇国に併呑。その際に父は戦死し、母は皇国軍に連れ去られ、以降魔石鉱山の鉱夫として強制労働させられてきた。長年に渡る皇国の圧政を前に生きる気力すら無くしかけていたが、皇国監察軍が日本に敗北したというニュースを知り生きる気力を取り戻す。
その後、アルタラス王国が再独立したニュースと、新女王ルミエスの呼びかけを受けて「クーズ王国再建軍」を組織、その長となる。やがて皇国の属領統治軍が本国へ引き上げた際には武装蜂起を決定、皇国の統治機構を壊滅に追い込んだ。
エイテス
イルネティア王国第一王子。
本名はエイテス・アルフレト・リッキンバーグ。中央暦1641年1月時点で17歳という若輩ながら、イルネティア王国がグラ・バルカス帝国から植民地化を迫られた時、重臣ビーリー侯とともに列強からの支援を求めてムー、神聖ミリシアル帝国へと向かった。その旅中で日本の存在も知り、ミリシアル国内の日本国現地調査団事務所にも訪れる。しかしその間にイルネティア王国がグラ・バルカス帝国に攻め滅ぼされ、亡国の王子となる。
ビーリー・マックウェル
イルネティア王国の外交で実質的なトップを務める人物。
王家に代々仕える一族の出身で、王国の貴族の中でも最上位の王都貴族に位置する。グラ・バルカス帝国との交渉を担当するも、帝国から植民地化を迫られたため、列強に支援を求めるべく外交使節団の団長としてエイテス王子らとともにムーや神聖ミリシアル帝国へと向かった。しかし列強の支援が始まる前に祖国が亡ぼされ、エイテスともども亡国の身となる。
ライカ
イルネティア王国に住む17歳の少女。
10年前に黒い幼竜を助けたところ懐かれてしまい、王国建国以来初めて風竜を使役したと話題になった。以来、幼竜を「イルクス」と名付けて無二の親友となるが、イルクスが成長するにつれて額に紋様が現れたことから、イルクスが風竜ではなく神竜の幼体であると気が付いている。
王国にグラ・バルカス帝国侵攻の脅威が近づいた際、一度は戦いを拒否するものの、侵攻に際して王都が爆撃されるのを見たイルクスが憤ったことで参戦。3機の帝国軍機を撃墜する戦果を上げたが、多勢に無勢で最終的に被撃墜された。しかし直撃弾をイルクスが庇ったことで生還し、瀕死のイルクスを必死で看病することになる。その後は不明。
モーリアウル
エモール王国の外交を担当する竜人族の貴族。
竜人族ゆえに魔力の低い人間種などへの差別意識が強いが、年に一回行われる儀式「空間の占い」で魔帝の復活が近いこと、魔帝による支配を免れる唯一の鍵が日本国であることを知り、日本から国交締結にやって来た荒尾公使らを直接出迎えた。
また、中央暦1642年に神聖ミリシアル帝国で開催された先進11ヶ国会議にはエモール代表として参加した。
ファルタス・ラ・バーン
中央法王国の海軍提督。
国一番の大魔導師で、古代禁術火炎閃光魔法『イクシオンレーザー』の使い手。神聖ミリシアル帝国を中核とする世界連合軍とグラ・バルカス帝国軍が激突したバルチスタ沖大海戦にて、2隻の大魔導艦を率いて参戦したが、魔法を使う暇もなく爆撃で乗艦を撃沈された。
小説5巻特典では、海戦後に救助されてマギカライヒ共同体の日系病院に担ぎ込まれている。身体が回復してきた1週間後、マギカライヒから要請され、国内に現れた怪物の駆除現場へ赴く。その際に怪物が古の魔法帝国製の生体兵器であると気が付き、同じくマギカライヒからの要請で派遣された百田太郎二尉の率いる陸上自衛隊部隊とともに、古の魔法帝国製の生体兵器と交戦する。
カール・クランチ
アニュンリール皇国外交部、ブシュパカ・ラタン支部所属の高官。
鎖国政策を敷いているアニュンリール皇国の外交担当として、唯一外交窓口として開放されているブシュパカ・ラタン島に赴任している。中央暦1642年に神聖ミリシアル帝国で開催された先進11ヶ国会議にも皇国代表として参加。その際に日本の近藤俊介外交官からコンタクトを取られる。当初は日本側にあまり興味を示さなかったが、鎖国されている本国の情報を近藤から指摘されたことで、日本に警戒感を抱く。のちに近藤外交官が護衛艦に乗ってブシュパカ・ラタン島に来航した際も会談を行った。
ダクシルド・ブランマール
アニュンリール皇国の役人。
外伝2巻より登場。グラメウス大陸内で唯一の人類国家、エスペラント王国に自衛隊のC-2輸送機が墜落した際、グラメウス大陸にてある目的のために暗躍していた。後に小説6巻では本国へと帰国する形で再登場する。

### 勇者一行
神話の時代、魔王軍がグラメウス大陸に撤退してから1年後、魔王ノスグーラを討伐すべく組織された討伐隊の中で特に強者の4人。自らの命と引き換えに魔王を封印した。本編開始時点では全員故人で、神話などに登場するのみだが、本編開始前を描いた外伝1巻で主要人物として登場する。
タ・ロウ
人間族で剣の達人。獣人族に匹敵する膂力を持ち、人類最強の剣捌きを誇る。
死闘の末に魔王を封印するが、その引き換えに命を落とす。
ルーサ
エルフの見た目をした大魔導師。外見は少女でありながら、常人にあるまじき魔力と魔法の技量を有する。
死闘の末に魔王を封印し、命を落とす。
キージ
ドワーフ族で力の達人。ドワーフの中でも特に異常な怪力を有し、岩や氷塊を高速で投げつけることを得意とする。
死闘の末に魔王を封印し、命を落とす。
ケンシーバ
狼系獣人族で武の達人。並外れた身体能力で俊敏に動き、格闘を得意とする。
他の3人の勇者から「伝言」を託されたため、たった一人でグラメウス大陸奥地から半年をかけて人類生存圏へと帰還。魔王の封印と、そのために3人の勇者の命が使われた事を伝えた。帰還までの間に魔獣を食べたことによる中毒症状と、魔王との死闘によるダメージが祟り、彼自身も帰還の3日後に亡くなった。

### エスペラント王国
主に外伝2巻の登場人物。
サフィーネ
エスペラント王国騎士団遊撃隊第5小隊で小隊長を務めているエルフの少女。
魔法、弓矢、投げナイフなどを武器に、遊撃兵として素早い動きで敵を翻弄することを得意とする。魔獣との戦闘を終えて帰投する途中、自衛隊のC-2輸送機が自国領内に墜落するのを目撃し、墜落現場にて自衛官の岡真司を救助する。岡が回復してからは、面倒見も兼ねて共に行動するようになる。男勝りな性格だが、時に見た目相応の少女然とした態度をみせることもある。
Web版では民間人であり、その他にも外伝書籍化に際して大きく設定が変更された。
ジャスティード
エスペラント王国ノバールボ区憲兵署署長の騎士。
憲兵であるため、王国外から飛来した墜落機に乗っていた岡を魔王の手先ではないかと疑い尋問し、これが原因で岡からは苦手意識を持たれる。またサフィーネに惚れており、当初は岡がサフィーネに助けられたことに嫉妬していた。
射撃の才能が壊滅的だが、剣の腕前には騎士として確かなものを持っている。貴族の次男でもある。
ザビル
エスペラント王国最高と呼ばれる銃士。
王国で一番の名工と名高いランザルが特注でカスタムしたフリントロック式銃を得物とし、命中精度の低いフリントロック式銃でも驚異的な命中精度を叩き出す天才。エルフの血を引いているほか、いわゆるイケメンで女性たちからの人気も高い。プライドは高いが、岡と的当て勝負をしてからは敬意を払うようになり、進んで岡と行動を共にするようになる。
セイ
エスペラント王国王宮科学院の技監。
墜落したC-2とその積載物の調査をきっかけに岡と知り合う。岡が89式5.56mm小銃を分解する様子を見ただけでその原理をほとんど理解してしまう程の天才で、「王国の頭脳」とも呼ばれている。自身の地位を用いて強引に自国の王、ザメンホフ27世と岡を引き合わせた。
岡からの協力のもと、王宮科学院の面々とともに王国を救うための新型銃を開発する。
ザメンホフ27世
エスペラント王国の現国王。
ドワーフの血を引いており、王家は初代エスペラント王が娶った3人の側室の系譜、エルフ系のエリエゼル家、ドワーフ系のザメンホフ家、獣人系のレヴィ家の3家が持ち回りで王位を継承している。
王宮科学院技監のセイは甥で、セイによって岡と対面する事になる。
ゼリム
王宮科学院の装備開発室で雑用をしている男。
陥落した区から逃げてきた難民で、エルフとドワーフのハーフと言われているが、エルフのように魔法を使うことやドワーフのように手先を器用に働かせることは出来ない。このため周囲の人々から疎んじられている。
岡の手伝いをしていた際、岡が弱音を吐いたことを周囲に言いふらさなかったことがきっかけで岡から信用されるようになり、またゼリム自身も、誰とも分け隔てなく接してくれる岡に憧れを抱くようになる。

## 世界観
新世界
日本が転移してきた惑星（異世界）。「新世界」は日本によって便宜上名付けられた名称。惑星の直径が地球の2.5倍、表面積が6.3倍もある広大な星にもかかわらず、惑星の密度が小さいためか重力加速度は9.8065m/s²で、気圧は平均1015hPa、大気も酸素が少し濃い程度で、恒星までの距離も約1.5億km、公転周期も約365.5日で地球との環境に大差はない。
しかし惑星の直径が大きい影響で水平線の位置が地球よりも遠くなっており、さらに宇宙ロケットの打上げ重量が大幅に低下するなどの問題が起きている。また、魔法や竜などの地球に存在しないものが存在しているほか、書籍1巻特典によると月が2つある。
国家間の格差も大きく、新世界には特に影響力の大きい「列強」と呼ばれる5ヶ国（五大列強）と、列強の影響圏内にある「文明圏」と呼ばれる地域が3つある（三大文明圏）。列強と呼ばれる国々の中には、地球で20世紀の大国に相当する技術力と国力を有し、航空機やテレビを普及させている国もあるのに対し、文明圏の外に位置する国々「文明圏外国」では地球の中世程度の技術力しか持たない国も多い。
作中でこの世界は単純に「異世界」「異界」とも呼ばれており、反対に転移前の世界（地球）は「旧世界」「前世界」と呼称している。
大陸・海洋・地域名
大東洋
世界の東の果てに存在する大洋。転移してきた日本や、後述するロデニウス大陸などが存在する。東に行っても海だけで陸や島は存在せず、かつて幾多の冒険者が新天地を求めて進行していったが、今まで帰ってきた者はいないとのこと。
しかし後に日本が打ち上げた偵察衛星の調査で1万2,000キロ先に陸地が確認されたほか、日本から北東に約3,000㎞の位置に文明を有する島が確認されている。日本転移前には集落のある小規模な群島も存在していたようだが、こちらは日本転移後にどこかへ消失している。
また、台風が発生するなどしており、転移後の日本では気候の大規模な変動は起きずに済んでいる。
ロデニウス大陸
日本の南西1,000km先に存在する文明圏外の大陸。オーストラリア大陸の半分程度の面積で、島としては大きいが大陸としては小さいと評される。クワ・トイネ公国、クイラ王国、ロウリア王国が存在。
フィルアデス大陸
日本の西に存在する大陸。第三文明圏が存在し、パーパルディア皇国やその属国など70ヶ国以上の国家が存在している。北のグラメウス大陸とは地峡で陸続きになっている。日本とフィルアデス大陸の間にはフェン王国とガハラ神国があり、大陸の南にはアルタラス王国やシオス王国などの島国が存在する。
グラメウス大陸
日本やフィルアデス大陸の北に位置する北極圏の大陸。大半が寒冷地で人類の生存には適さず、さらに「魔物大陸」と通称されており全土に魔物が存在している。国家や人類は存在しないとされており、大陸の入り口であるトーパ王国には魔物の侵入を防ぐための「世界の扉」と呼ばれる巨大な城壁が存在する。
外伝1巻後半と外伝2巻ではこの大陸が主な舞台となる。
東方世界
日本を始め、ロデニウス大陸、第三文明圏フィルアデス大陸などの世界の東側に位置する地域の総称。
中央世界
フィルアデス大陸の西に存在するミリシエント大陸周辺の地域。第一文明圏が存在し、列強第一位の神聖ミリシアル帝国をはじめ、エモール王国や中央法王国などのこの世界の主要国が集中しており、実質的な世界の中心として認知されている。古の魔法帝国の遺跡が数多く存在する。
ムー大陸
中央世界やミリシエント大陸のさらに西、日本から西に2万キロの位置に存在する大陸。かつて地球から転移してきた伝説のムー大陸そのもので、転移後に現地文明や海賊からの侵略を受けた末、複数の文明が乱立するようになり、転移した地球人と現地住民との混血が進んだ。
ムーをはじめ、列強第五位のレイフォルや、ニグラート連合、マギカライヒ共同体等の準列強クラスの国々が複数存在している。
南方世界
中央世界の南に位置する地域。アニュンリール皇国などの国はあるが、列強国も文明圏も存在しない文明圏外地域。周辺海域では何らかの事故や行方不明が多発していることから、巨大な海魔が生息すると考えられる危険海域として知られている。このため他地域からの南方世界への進出は進んでいない。
西方世界
ムー大陸の西、世界の西の果てに位置する地域。グラ・バルカス帝国が転移してきた地域で、周辺国はグラ・バルカスの軍事力に次々と制圧されている。
列強・文明圏・文明圏外国
五大列強（列強国）
世界で特に国力の大きい五つの国家。具体的には神聖ミリシアル帝国、ムー、エモール王国、パーパルディア皇国、レイフォルを指す。
列強内でもミリシアルやムーはテレビ放送や航空機を普及させるだけの国力があるのに対し、パーパルディアやレイフォルは産業革命直前の技術力しかなく、主戦力も未だ戦列艦やワイバーンの改良型だったりと、国によって技術力や国力に格差が存在している。
三大文明圏
列強の勢力圏に存在する地域。文明圏内国は文明国とも呼ばれており、後述する文明圏外と比べて生活水準や国力で上を行く。
ただし列強と同じく、文明圏間や国家間では発展や技術の度合いには大きな差があるほか、パーパルディア皇国の支配する第三文明圏のように事実上の属領・植民地地域となる場合もある。
いずれの文明圏も日本から見て西側に存在する。
第一文明圏
中央世界の文明圏。神聖ミリシアル帝国やエモール王国を中心に、トルキア王国、アガルタ法国、中央法王国などの文明国が存在し、この世界の中心として認知されている。第三文明圏と第二文明圏の間に挟まれた位置にあり、文明圏の中では日本から二番目に近い。
第二文明圏
ムー大陸の文明圏。ムーやレイフォルを中心に、マギカライヒ共同体、ニグラート連合などの文明国が存在する。文明圏の中では日本から一番遠い。
第三文明圏
フィルアデス大陸の文明圏。パーパルディア皇国を中心に、リーム王国、パンドーラ大魔法公国などの文明国が存在する。文明圏の中では日本から一番近い。
文明圏外
文明圏の外に位置する地域。文明圏内の国々と比べると基本的には生活水準や国力で劣る事が多く、列強や文明圏内の人々からは「蛮族」「蛮国」と蔑まれることも多い。しかしあくまでも列強の勢力圏外というだけで、アニュンリール皇国、イルネティア王国などのように大抵の文明国を上回る国力の国も少なからず存在している。
クワ・トイネ公国などをはじめ、立地上は日本やグラ・バルカス帝国もここに含まれる。
その他
ラティストア大陸
かつて「古の魔法帝国」が存在していたとされる大陸。神話の時代に「古の魔法帝国」ごと遥か先の未来に転移して消えたため、物語開始時点では存在していない。具体的な所在地は作中で明かされていないが、その跡地には「復活の刻来たりし時、世界は再び我らにひれ伏す」と記された不壊の石版が残されている。
ユグド
グラ・バルカス帝国が「国家大転移」で転移してくる前に存在していた世界の名称。グラ・バルカス帝国、ケイン神王国など9つの大国が存在していたとされる。

## 用語

### 生物

#### 竜・龍
ワイバーン
最大速度235km/h、上昇限度4,000m、腕と一体になった翼を有し、油脂焼夷弾と同等の効果を発揮する導力火炎弾を口から発射する飛竜。
世界中に棲息し、運用も簡単なため文明圏内外各国の多くの軍隊で航空戦力として使用されている。このため文明水準に反して対空兵器や早期警戒網の開発が発達している国家が多く、「竜騎士団」「飛竜隊」の名称で事実上の空軍を組織している国も多い。日本でも暴力団が密輸して国内での抗争に使用したが、これにより日本では竜種を個人で飼うことが法律で禁止され、違反した場合は10年以上の懲役が科せられる。
ワイバーンロード
ワイバーンを人工的に品種改良して生み出された上位種。
最大速度は350km/hに強化され、全体的にも身体が大きくなっている。文明圏外では、大軍を投入してワイバーンロード1騎の撃墜に成功すれば大戦果扱いになるとされるほど強力な存在。しかし品種改良に伴い生殖機能を喪失しており、一代限りであるためコストが高い。主にパーパルディア皇国や第二文明圏の文明国が運用している。
漫画版では「飛竜〈改〉」とも呼称される。
ワイバーンオーバーロード
ワイバーンロードをさらに品種改良して強化した上位種。最大速度430㎞/h。
パーパルディア皇国により、ムー国の戦闘機マリンに対抗すべく開発された。性能強化と引き換えにワイバーンロードの三倍に及ぶ製造費が必要になるため、現状ではパーパルディア皇国しか運用できていない。さらに高速すぎて竜騎士の肉体が風圧に耐え切れないため、新しい鞍の開発に苦労している。
漫画版では「飛竜〈超〉」とも呼称される。
風竜
最高速度500㎞/h手前で飛行できる能力と高い旋回能力を持ち、人と対等のコミュニケーションを行えるほど高い知性を有する上位の竜種。風に関連する魔法を攻撃手段とし、さらに電磁波を放射・捕捉する能力を持つため、離れた個体と電波通信で会話したり遠くの物体をレーダーのように捉えることが出来る。
しかし使役が難しく、風竜と意思疎通が可能なエモール王国やガハラ神国などの国家を除き、航空戦力としてはワイバーンと異なってほとんど運用されていない。風竜のさらに上位の存在として、南方世界に棲息する雷竜という属性竜が存在するが、こちらは竜人族ですら手なずけるのが困難。
地竜
陸棲の竜。正式名はリントヴルム。
パーパルディア皇国皇軍が使役・運用している。ワイバーンと異なり面制圧が可能な火炎放射が出来るほか、弓矢を弾く強靭な鱗を持つ。
魔導砲や荷物をけん引して運搬したり、戦車のような運用もされるほか、漫画版では兵員輸送の用途にも使われている。陸戦兵器としては非常に強力で、この竜を飼育し使役する方法を確立したことが、パーパルディア皇国を第三文明圏の覇者に押し上げる最大の要因となったと評されるほど。しかし、属領反乱時に反乱軍が使用したコンパウンドボウ(リーム王国が日本から輸入した)によって殺されている。
赤竜
赤黒い体表と全長20ｍ、全高10ｍほどの巨体を持つ竜。6本の角を持つ。
もともとグラメウス大陸に棲息していた竜で、魔王ノスグーラに使役されている。しかし魔王軍がトーパ王国に再侵攻した際は戦力保持のため魔王に置いて行かれたため、大きな出番はない。
外伝1巻にも登場しており、これと交戦した「太陽神の使い」は赤竜の能力を前に撃破を見送っている。
神竜
人類にとって超越的な存在。伝説とされているバハムート、世界に1体しかおらず全長20㎞もの超巨体を持つリヴァイアサン、大気中の魔素を光子に変換・収束してレーザーを発射するヴェティル＝ドレーキなどが存在している。
滅多に人前に姿を見せないが、非常に知能が高く、念話により人間ともコミュニケーションできる。また、成長とともに頭に紋章が現れる。一部の個体を除いて作中には登場せず、巻末の用語集や登場人物らの台詞でその存在が語られるのみとなっている。作中ではヴェティル＝ドレーキの幼竜が登場する。
その他の竜
前述の竜の他にも、前述の神竜リヴァイアサンの眷属である属性竜の水龍、邪竜種に分類される水棲亜竜のシーサーペント、中央世界のバナム砂漠に棲息する砂竜フェルゲニス、グラメウス大陸に棲息し、光を吸収するワーム型の影竜など多数の竜が存在する。
基本的にいずれも本編で登場する機会は少なく、もっぱら用語集や登場人物らの台詞で存在が語られるのみとなっている。

#### 魔物
魔力を持った生物の総称。ゴブリンをはじめ、オーク、オーガ、リビングデッドなどさまざまな種類が存在する。基本的に知性は持たず、人類を襲って捕食する性質がある。しかしゴブリンのように片言ながら会話が出来る者もいるため、日本ではゴブリンに基本的人権を適用するか害獣扱いするかで議論されている。
グラメウス大陸など世界中に存在し、このうち獣型のものは魔獣、海中に棲むものは海魔と呼ばれるほか、呼ばれる高い知能を持つ魔族という存在もいる。
ゴブリン
小柄な人型の魔物。基本的に凶暴で知能は低くいが、武器を扱うことや片言での会話程度なら可能。個々の戦闘力は高くないが、土から生まれるため数が多い。生殖器はなく性欲もない。
ゴブリンロードやゴブリンキングと呼ばれる格上の個体もおり、こちらは人間の騎士と互角に戦える。
オーク
身長2.5ｍに達する人型の魔獣。ゴブリンと同じく土から生まれる。熊に匹敵する怪力を誇り、騎士10人でようやく対等。しかし防御力はさほどでもなく、銃弾でたやすく討ち取れる。人間の子供程度の知能があるため片言ながら会話ができ、ワイバーンも操縦できる。
オークキングと呼ばれる格上個体もおり、こちらはオークより二回り巨大な身体と人間を遥かに超越する怪力、魔獣を指揮できるだけの知能を持つ。
魔王ノスグーラ
トーパ王国の建国神話に伝わる、伝説の魔王。身長3.5ｍほどの全身が黒く角が生えた人型の魔獣で、ゴブリンをはじめとする魔物を同時に数十万体も操る能力や、強大な魔法攻撃を行う莫大な魔力を持つ。人間を好んで喰らう。
かつて神話の時代にグラメウス大陸から出現し、魔物を従えて魔王軍を結成。人類の領域に南侵して人類を追い詰めたものの、突如現れた「太陽神の使い」の活躍で撤退。その後、グラメウス大陸に遠征した4人の勇者たちによって1万年以上に渡り封印された。しかし日本転移後に復活し、魔王軍を従えて再びトーパ王国に侵攻する。
その正体は古の魔法帝国が作った生体兵器で、魔帝転移後の人類が力を付ける事を阻害し、無力な存在のままにしておくことを目的に作られた。
オーガ
魔王ノスグーラ配下の人型の魔獣。人間の数十倍の怪力を持ち、針金のように硬い体毛で刃物の攻撃を弾く。微弱な回復魔法を常時かけ続けることで疲れを知らず、食料がある限り無限に活動できる。ハルバートやフレイルなどの武器を扱ったり、流暢に会話を行える高い知能を持つ。
数は全部で4体しかおらず、個体ごとに体色が異なり、それぞれレッドオーガ、ブルーオーガ、イエローオーガ、ホワイトオーガと色ごとの名を付けて呼ばれる。魔王と同じく古の魔法帝国によって生み出された。
百足蛇
ロウリア王国の東方征伐軍副将かつ魔獣使いのアデムが使役している魔獣。詳細は不明だが、本来なら絶対に使役できない筈の魔獣で、アデムは何らかの理由により使役できている。
火喰い鳥（レッドホーク）
世界各地に棲息する巨大な魔鳥。人を乗せて飛ぶことができるほどの巨体を持ち、最高速度210km/hで飛行する。地球のヒクイドリとは全く関係ない。射程は短いが火炎放射による攻撃も可能。
遠い昔から使役されており、ワイバーンの使役技術が確立する前は航空戦力としても利用されていた。しかしワイバーンに性能が劣るため、現在では航空戦力として使用することはあまり無くなっている。
大型火喰い鳥（スーパーレッドホーク）
火喰い鳥の亜種。通常の火喰い鳥をそのままスケールアップしたような存在として南方世界で発見されたため、単純に「大型」と冠された。積載量がワイバーンより多く、輸送用に活用されている。
ゴウルアス
グラメウス大陸に棲息する魔獣。猛犬（または狼）のような全長5m、全高2mほどの巨体に角と退化した翼を持つ。
魔力量が凄まじく、角からは雷属性の衝撃波を伴う爆裂魔法、口からは導力火炎弾と同じ速度の火属性の爆裂魔法を放つ。しかし耐久力は低く、小銃のライフル弾でも撃破可能。
その正体は魔王ノスグーラと同じく古の魔法帝国が作り出した生体兵器で、魔王軍による最初の侵攻などに際して魔王軍戦力として投入される。主に外伝に登場する。
海魔
海に棲息する魔物の総称。イカ型のクラーケン、タコ型のカリュブディス、ウミヘビ型のヒュドラなど多数の種類があり、小型のものから全長150mに達する巨大なものまで存在する。人や船舶を襲うこともある。
その他の魔物
この他にも、グラメウス大陸に存在する魔狼や、爆裂魔法を放つゴウルアス、ライオンのような体躯にキリンのように伸びた3つの頭と3つの尻尾を持つルアキューレ、日の光に当たると石化するトロル、魔素の高い地域で死体に魔素が蓄積して動き出すリビングデッド、南方世界に棲息するネコ科のキャスパリーグなど、名称しか登場しないものも含めて多数の魔物が存在している。

#### その他
陸鳥
乗用に使用されている陸棲生物。クワ・トイネ公国やパーパルディア皇国などで運用されており、乗用することで人よりも速く移動できる。気性が荒い個体は唾を飛ばしてくるという。
登場する機会が少なく、巻末用語集にも説明がないので、どのような生物か不明。

### 種族
人間
新世界で最も個体数の多い種族。
人々を束ねる能力に長け、平原を住処として燃料を得るために森を刈る習性を持つ。他の種族同様に魔力を有する。
地球やグラ・バルカス帝国の人々も人間だが、グラ・バルカスの人間は魔力を少なからず持つのに対し、地球の人間は魔力を一切持たない。このため地球人は魔力を探知する魔法や装置に反応しない一方、魔法を使う事も出来ない。
エルフ
笹のような尖った耳を持つ種族。他の種族より魔力量が大きく、全体として非常に長寿。森を住処とし、竜を刈る習性を持つ。大抵は2,000歳以上、者によっては8,000歳以上の長寿を誇るが、混血の進んだ者の寿命は250歳程度まで縮まっている。精神年齢は外見年齢に相応する。
ハイエルフ
エルフの原種に近い種族。寿命がほぼ無限で魔力も非常に高いが、あまり他種族と交流しようとしない。
町エルフ
他種族と共に街中で生活するエルフ。基本的に混血が進んでおり寿命は短い。しかし例外もあり、神聖ミリシアル帝国皇帝のミリシアル8世も町エルフだが、寿命は4,000歳を超える。
ドワーフ
身長が低く体格のがっしりとした種族。親善目的で試合をした日本の横綱を圧倒するほどの怪力を持つ反面、手先が器用でものづくりを得意とする。山を住処とし、人間同様に森を刈る習性を持つ。豪快な性格の者が多く大雑把だが、その反面、契約内容が細かいなど結構気難しい。
獣人
獣のような頭部と屈強な肉体を持つ種族。主に平原と山岳部を住処としている。狼や猫などの獣の部位を身体の一部に持ち、頭部が完全に獣そのものになっている者もいれば、混血が進み、いわゆる獣耳が生えただけの者もいる。
竜人
竜の神々の眷属となる種族。人間より身長が高く、鱗に覆われた頑丈な肉体を持つ。魔力もハイエルフ並の水準で、竜種を使役することができるなど個体としての能力は非常に高い。ハイエルフなどを除き、自分たちより魔力の低い他種族への差別意識が非常に高く、また大半がエモール王国に集中している。
鬼人
頭部に角が生えた種族。体色が黒く、魔力は人族より少し強い位だが、力は獣人を遥かに上回る。
有翼人
南方世界に生息する種族。白黒一対の翼を背中に持つ。エルフと遜色ない程度に魔力を有する。ほぼ全てがアニュンリール皇国に集中している。
魔族
魔物のうち特に高い知能を持つ者たち。全身が黒く、コウモリのような翼をもつ。強大な魔力を持ち、背中の翼を使った飛行もできる。基本的に単独行動を好むが、魔王軍に幹部として仕える個体がいるなど、例外もある。
光翼人
かつて存在した「古の魔法帝国」を建国した種族。人間と全く同じ姿をしているが、魔法を使うとき背中に光の翼が現れる。他種とは隔絶した魔力と高度な知恵を持つ人間の上位種。古の魔法帝国の転移後、人間達が数で圧倒、吸収、絶滅させたとされる。

### 魔法・技術等
魔法
魔素という物質を変換して発動する現象。
呪文の詠唱や、魔法陣、魔術回路、魔導具、魔石の使用などによって発動される。物理法則下では観測できないため科学の領域では解明が出来ていない。使用には熟練が必要とされ、年月の経過で失われた古代魔法も数多い。道具や機械などの補助で発動するものは「魔導」と呼ばれており、魔導で動く機械は魔導具や魔法具と呼ばれる。こちらは魔力のない者でも扱える。
魔素
新世界に存在する元素。大気中や特定の大地、魔石や生物などに含まれる。
主に魔法の発動に際して使用され、魔導師や魔導具などで魔法現象に変換されるか、あるいは魔石などにより魔力として放出される事で魔法を発動する。また、四元素（火・水・風・地）のような分別があり、それに応じて様々な配合を行うことで多種多様な効果の魔法を起こせる。
日本でも高エネルギー加速器研究機構などが解析をしているが、魔素が従来の物理法則に則らないため解析は難航している。
魔力
魔石や生物などの魔素を有する物が持っている力。魔法の発動に際して使用される。
人や生物によって魔力を持つ量は異なり、魔力の量はそのまま「魔力量」と呼ばれる。
魔導師
魔法を使う職業。より具体的には魔力量や魔法の位階で決められる階級のひとつで、階級には低い順から『魔法学生』『魔法助士』『魔法士』『魔術師』『大魔術師』『魔導師』『大魔導師』がある。しかし一般的には魔導師が「魔法を使う者」の総称として呼ばれる。
魔法士の中で特に剣術に優れる者は『魔法剣士』という特位階級が与えられる。
魔石
魔素を多分に含んだ鉱産資源。
魔力を持った生き物の死骸が化石化して出来る。魔素を魔力として放出する効果があり、魔導機関の燃料などに使われる。ケイ素型のもの、金属状のもの、液状のもの、さらにガス状のものまで存在する。地球における化石燃料と同様に戦略的価値が高い。
風神の涙
周囲の空気圧を変化させる事に特化した精錬済みの魔術回路組み込み式魔石。周囲の空気圧を変化させる事で自在に風を生み出し、帆船を気候に影響されることなく高速で航行させられる。パーパルディア皇国などの戦列艦に用いられており、これによりパーパルディアの戦列艦は強大な推進力を得ているため、地球の戦列艦を凌駕する巨大な船体・高速性・重装甲を獲得している。
魔信
魔力を通信機器に通し、遠距離通信を行う技術。魔導通信、魔力通信ともいい、魔信を行う魔導具は通信用魔法具や魔法通信機などと呼ばれる。ラジオ放送・無線などの用途で列強から文明圏外まで軍民問わず広く普及しており、これにより文明圏外でも文明水準に合わない情報の高速伝達や航空管制が可能となっている。
神聖ミリシアル帝国ではこれを発展させ、カラーテレビ放送を実現している。パーパルディア皇国も音声付きの白黒テレビ放送を実現させたが、映像や音声の解像度はあまり高くない。転移後の日本でも巡視船などが他国艦船と交信するため搭載するようになっている。
魔写
魔導機によって撮影を行う、新世界におけるカメラや写真に相当する魔導技術。魔導写真撮影、魔撮ともいう。形態としてはインスタントカメラ撮影に近いが、ただ単にその場の光景を撮影するだけでなく人の記憶にある光景を映して記録したり石版に記録することも出来る。
魔力探知機
魔導機器や生物の魔力を探知する装置。魔信探知機、魔力探知レーダーともいう。魔力の有無の確認や、軍用では早期警戒レーダーのように警戒に用いられる。警戒用としては主にパーパルディア皇国や神聖ミリシアル帝国が運用している。
しかし日本やムーなどの科学技術主体で魔力を用いない兵器は探知することが出来ないため、ミリシアルは科学文明対策に「魔導電磁レーダー」という対物理用探知レーダーの実用化を急いでいる。
魔導船
魔法を動力として使う艦船。魔導艦ともいう。反対に機械を動力とする艦船は「機械動力船」と呼ばれる。魔力を動力とする為、機械動力船と異なり煙突を持たない。神聖ミリシアル帝国などで運用されている。
パーパルディア皇国や大半の文明国で見られるように「風神の涙」と呼ばれる魔導具で風を起こして推進する帆船型なども存在すが、こちらは基本的に魔導船とは呼ばれない。

### その他の用語
中央暦
新世界における紀年法。日本が転移した西暦2015年時点では、中央暦1639年だった。
大陸共通言語
ロデニウス大陸の言語。文字などは地球の言語と全く異なるが、なぜか日本の人々は転移後に自他の音声が自動的に翻訳されて聞いたり聞こえたりする謎の現象が起きたため、意思疎通は問題なく行われた。しかし文字が異なるので、日本とクワ・トイネ公国の言語学者らにより1年かけて翻訳作業が行われている。
この他にも様々な言語が存在するものの、この自動翻訳現象により日本と各国の人々の間で意思疎通の問題は起きていない。また、同様に別世界から転移してきたグラ・バルカス帝国の人々もこの自動翻訳現象の恩恵を受けている。
漫画版では「世界共通言語」となっている。
魔王軍
神話の時代、古の魔法帝国が転移して100年後にグラメウス大陸から現れた、魔王ノスグーラ率いる魔物の軍勢。
当時人類の各種族は種族間連合を結成して対抗したが、絶大な力を誇る魔王軍はこれを圧倒。ロデニウス大陸のエルフの神の住まう神森まで侵攻するも、突如現れた「太陽神の使い」に駆逐され、グラメウス大陸に逃げ帰った。その後、グラメウス大陸に遠征した4人の勇者たちが魔王ノスグーラを封印。1万年以上活動を止めていたが、日本転移後に魔王ノスグーラが復活したことで、再侵攻を行った。
太陽神の使い
神話の時代、魔王軍に追い詰められた人類の窮地を救った異世界の軍勢。太陽神の使者とも。空を飛ぶ神の船や、大地を焼く強大な魔導を用い、人類とともに魔王軍をロデニウス大陸とフィルアデス大陸から駆逐。その後に元の世界へと帰還した。その際「神の船」と呼ばれる彼らの乗り物が一つだけ故障して放棄され、クワ・トイネ公国にあるエルフの聖地「リーン・ノウの森」に保管されている。
ロウリア事変後の日本もリーン・ノウの森への調査を行ったが、その際に「神の船」として保管されているのが零式艦上戦闘機だったことが判明し、旧日本軍が新世界へと来ていた事が判明する。
新世界技術流出防止法
転移後、急遽日本が立法・施行した法律。「技術流出防止法」とも呼ばれる。国外への技術流出を防止することを目的とした法律で、最先端技術や軍事転用可能な技術の輸出・流出を禁じており、これと同時に武器輸出を禁止する法律も制定されている。しかし一般的な民生技術や書籍などの輸出は禁じられていない。
ムーなどの一部の国では緩和がされ始めているほか、魔信という形で高度な通信技術がすでに世界中で普及していることから、携帯電話、電話通信網、テレビ放送の技術などは積極的に輸出されている。ただし、より高度なインターネット技術の輸出は行われていない。
先進11ヵ国会議
神聖ミリシアル帝国の港町カルトアルパスで2年に1度開催される国際会議。列強国を筆頭に、世界に多大な影響力を及ぼす事の出来る大国11ヵ国のみで構成され、今後の世界の運営方針について会議する。
なお、会議では各国が威信をかけ、使者の護衛を名目に最新の軍艦を艦隊ごと開催地のカルトアルパスに送るため、国際的な砲艦外交の場と化している。
日本も神聖ミリシアル帝国から招待される形で参加し、パーパルディア皇国との戦争から1年半後の中央暦1642年の会議に参加することになる。

## 登場兵器等（日本）

### 実在
詳細は、各項目のリンクを参照の事。
陸上装備
車輌
- 10式戦車
- 90式戦車
- 96式装輪装甲車
- 89式装甲戦闘車
- 99式自走155mmりゅう弾砲
- 軽装甲機動車
- 高機動車
- 73式小型トラック
- 73式中型トラック
- 73式大型トラック
- 偵察用オートバイ
- 道路障害作業車

火砲・誘導弾
- MLRS
- 96式多目的誘導弾システム
- 中距離多目的誘導弾
- 01式軽対戦車誘導弾
- 93式近距離地対空誘導弾
- 91式携帯地対空誘導弾
- 155mmりゅう弾砲 FH70
- 120mm迫撃砲 RT

火器
- 89式5.56mm小銃
- 64式7.62mm小銃
- 12.7mm重機関銃M2
- 5.56mm機関銃MINIMI
- 74式車載7.62mm機関銃
- 対人狙撃銃
- 84mm無反動砲
- MK2破片手りゅう弾
- 06式小銃てき弾
- C-4爆薬

艦船
海上自衛隊
- いずも型護衛艦「いずも」「かが」
- ひゅうが型護衛艦「いせ」
- あたご型護衛艦「あたご」「あしがら」
- こんごう型護衛艦「こんごう」「きりしま」「みょうこう」「ちょうかい」
- はたかぜ型護衛艦「しまかぜ」
- あきづき型護衛艦「すずつき」
- たかなみ型護衛艦「たかなみ」
- むらさめ型護衛艦「はるさめ」「さみだれ」「いなづま」
- あさぎり型護衛艦「あまぎり」
- はやぶさ型ミサイル艇「はやぶさ」「うみたか」
- おおすみ型輸送艦「おおすみ」「しもきた」「くにさき」
- エアクッション艇1号型

海上保安庁
- 巡視船「しきしま」
- 巡視船「あきつしま」
- しんざん型巡視船「いなさ」

その他
- クルーズ客船「飛鳥II」
- 自動車運搬船

艦船装備
海上自衛隊
- 54口径127ミリ単装速射砲
- 62口径76ミリ単装速射砲
- 62口径5インチ砲
- 54口径5インチ単装速射砲
- 高性能20mm機関砲
- 90式艦対艦誘導弾
- スタンダードSM-2艦対空ミサイル
- スタンダードSM-1艦対空ミサイル
- 68式3連装短魚雷発射管
- 97式魚雷
- 89式魚雷

海上保安庁
- JM61-RFS 20mm多銃身機関砲
- エリコン 35mm機関砲

固定翼機
航空自衛隊
- F-15J改戦闘機
- F-2戦闘機
- RF-4E偵察機
- E-767早期警戒管制機
- E-2C早期警戒機
- EC-1電子戦（訓練支援）機
- C-2輸送機
- C-130H輸送機
- KC-767空中給油機
- B-777-300ER日本国政府専用機

海上自衛隊
- P-3C哨戒機
- P-1哨戒機

その他
- ボーイング777型旅客機
- ボーイング787型旅客機

回転翼機
陸上自衛隊
- AH-64D戦闘ヘリコプター
- AH-1S対戦車ヘリコプター
- OH-1観測ヘリコプター
- UH-60JA多用途ヘリコプター
- UH-1J多用途ヘリコプター
- CH-47JA大型輸送ヘリコプター
- CH-47J大型輸送ヘリコプター

海上自衛隊
- MCH-101掃海・輸送ヘリコプター
- SH-60K哨戒ヘリコプター

海上保安庁
- EC.225LP「あきたか1号」
- AS.332L1「うみたか」

航空機装備
航空自衛隊
- JM61A1 20mmバルカン
- 90式空対空誘導弾
- 99式空対空誘導弾
- 04式空対空誘導弾
- 93式空対艦誘導弾
- Mk82通常爆弾
- LJDAM

陸上自衛隊
- M197 20mm機関砲
- M230 30mm機関砲
- ハイドラ70ロケット弾
- BGM-71 TOW対戦車ミサイル
- 91式携帯地対空誘導弾
- 12.7mm重機関銃M2
- 7.62mm機関銃

その他
- H-IIBロケット
- 偵察衛星
- 新幹線
- リニアモーターカー
- 潜水艦音響監視システム
- スーパーコンピュータ「京」

ちなみに本編中で描写はないが、編集担当の髙松良次のツイートによると、アメリカ合衆国などの海外から輸入していた輸入品の防衛装備は転移に伴う輸入断絶で導入が不可能となったため、日本政府は在庫品を元にこれら輸入防衛装備の全性能の解析に踏み切っている。これは転移後の日本が防衛装備を自前でまかなう必要が出てきた事と、転移によりライセンスなどの制約が無くなったためで、当面は在庫を使用しつつも急ピッチで代替の電子制御部品を開発するなどして生産を行っている。
国内で生産できる対艦誘導弾等はロウリア事変などの武力紛争後に増産が行われており、パーパルディア戦後は精密誘導兵器の不足を痛感し、積極的に誘導兵器の開発と量産も進められたほか、高性能20mm機関砲に対ワイバーンを想定したチューニングが行われたり、FCS-2の計算用数値を新世界の環境に合わせてアップデートするといった改修が行われている。
また、転移後（つまり西暦2015年1月以降）に配備や装備された防衛装備は、例えば護衛艦「かが」のように国産のものであれば作中年月の経過とともに登場するが、F-35戦闘機やV-22オスプレイなどの海外のものについては登場していない。漫画版では転移時期が明かされていないためか、西暦2019年度導入の海外装備であるB-777-300ER日本国政府専用機も登場している。

### 架空
BP-3C
P-3C改造の爆撃機。
日本の転移後、異世界諸国と日本の技術格差による最新兵器の非効率化が問題視されたことで、防衛省は「航空機の多目的運用に関する構想」を立案。その一環でP-3CとP-1の爆装化案が進められ、爆装化のため主翼下に複数のMk82通常爆弾を搭載可能なパイロンの設置とそれらを動作させるプログラムが開発された。
ロウリア事変後には大きな問題も無く試作段階に到達し、運用試験が始められていたが、パーパルディア皇国との戦争が起きたことで急遽実戦配備され、P-3Cのうち70機がBP-3Cに改修。各機約9トンの爆装をした上でパーパルディア本土への空爆作戦に参加している。
新型多目的誘導弾（RMPM）
急遽開発された艦対艦ミサイル。
もとは陸上自衛隊の中距離多目的誘導弾で、これを対艦目的で使用するためにロケット補助推進器を追加し、射程を40㎞まで延伸、50発まで装填可能な大型発射器に収めている。
転移後しばらくして防衛装備庁が輸出用に技術流出防止法対策として議論していたものであり、ロケット補助推進器はパーパルディア皇国との戦争中から開発が開始された。後述の18式近距離艦対空誘導弾とともに急遽実用化され、後述するムー国の改造戦艦「ラ・カサミ改」に搭載されて使用される。
18式近距離艦対空誘導弾
急遽開発された艦対空ミサイル。
もとは陸上自衛隊の93式近距離地対空誘導弾で、車載型のものを発射器とともに艦載型へと改良している。
前述の新型多目的誘導弾とともに急遽実用化され、ムー国の改造戦艦「ラ・カサミ改」に搭載されて使用される。
52口径155mm三連装砲
急遽開発された艦砲。
もとは陸上自衛隊の99式自走155mmりゅう弾砲の砲身と自動装填装置を流用したもので、これを複合装甲で防護した新規開発の砲塔に三連装で搭載している。弾種には通常の榴弾やベースブリード弾、新規開発の対艦用HEAT弾、さらにクラスター弾らしきものが用意されている。
ある目的で使うために砲安定装置も含め大急ぎで開発され、前述の新型多目的誘導弾、急造18式近距離艦対空誘導弾とともに実用化、ムー国の改造戦艦「ラ・カサミ改」に搭載されて艦上で使用される。
試作衛星単一通信携帯局装置（JPRC-PC2）
外伝2巻に登場する携帯無線機。
転移によって日本は全ての人工衛星を喪失し、陸上自衛隊はXバンド帯で衛星中継を行う通信機材が使えなくなったため、衛星単一通信可搬局装置 JMRC-C4を突貫で改良、転移後に打ち上げられたレーダー衛星の通信回線に割り込み衛星通信を行う形で開発された。
中隊規模でも運用できるようにバッテリーも含めて小型化されており、慣れれば1人で扱うことも可能とされている。一方でその代償に文章などの小量のデータしか送信できない上、バッテリー小型化の代償として通信可能時間が極端に短く、通信時には衛星の見える範囲や角度を慎重に調整しなければならないなど、試作品としての域を出ていない。
なお、Xバンド帯の通信を中継するXバンド防衛通信衛星「きらめき」は、惑星が地球より大きいため、当初予定の倍にあたる10基を中央暦1641年（西暦2017年）以降に打上げ予定。
不整地離着陸対応改修キット
外伝2巻に登場。
航空自衛隊のC-2輸送機に装着することでC-2に不整地離着陸能力を付与するもので、転移前の日本がC-2の海外輸出を秘密裏に検討していた頃から開発された。ロウリア事変後はC-2と共に納品が急がれている。
人工衛星により、人類未開の地とされるグラメウス大陸で文明の痕跡が発見されたことを受け、グラメウス大陸への調査隊派遣が決定した際には、調査隊を輸送するC-2の量産初号機に本改修キットが組み込まれた。
史実のC-2は不整地での運用能力は要求されなかったが、強度上では運用可能とされており、外伝2巻が刊行された2ヶ月後の2020年3月に非舗装滑走路で地上走行試験、10月に地上滑走試験、11月に離着陸試験が行われている。
H3ロケット
日本の新型ロケット。
現実のH3ロケットと異なり、日本が地球より大きい惑星に転移したことで打ち上げ重量の大幅低下という問題が発生し、元のH3ロケットからエンジン基数と燃料を増加させる等の設計変更をしたことでファルコンヘビーのように大型化した。しかし、一定高度を過ぎると重力加速度が弱まることが後に判明し、結果的にH3ロケットの実用化で打ち上げペイロードが増加する予定になっている。中央暦1643年（西暦2019年）時点では実証実験中。
全高75m、ロケット本体は2段もしくは3段式。JAXAと重工大手2社が共同開発した新型エンジンLE-12を1段目に5基、液体燃料ブースターを6機備え、2段目にLE-7Aを1基搭載する。3段の場合はLE-9を9基使うことを想定している。
大型無人宇宙往還機
新世界の惑星外を調査すべく建造された往還機。新世界の謎を解明するきっかけになるかもしれないとの期待から国策事業として強力に開発を推し進められており、財界からの支援も併せて短期間で実用化に漕ぎ付けている。
宇宙空間の物体をサンプルリターンすることも主眼に置かれていたため、宇宙ステーションのロボットアーム技術を応用した遠隔操作によるロボットアームを搭載している。中央暦1644年（西暦2020年）に前述のH3ロケットによる打ち上げを予定している。

## 登場兵器等（異世界）

### 各国共通
軍船
軍用の木造帆船。
ロウリア王国を筆頭にクワ・トイネ公国やフェン王国などの文明圏外国で運用されている。バリスタなどによる火矢を用いた遠距離攻撃と、相手船に横付けして水夫らを白兵戦のため切り込ませる移乗攻撃を攻撃手段としている。
白兵戦前提なので戦闘距離は非常に短く、さらに防御力も矢避けの盾を並べて搭載するくらいで、機動性も帆に風を受けて進むだけなので巡航速度5ノットと鈍足であり、戦列艦などの格上相手には全く歯が立たない。
戦列艦
地球でも17世紀から19世紀にかけて使われていた木造の水上戦闘艦艇。
パーパルディア皇国、レイフォルなどの列強国を筆頭に、各地の文明圏内国と一部の文明圏外国の海軍にて運用されている。地球のものと異なり魔導砲で武装しており、文明圏外国が運用する移乗攻撃前提の木造軍船を圧倒できる能力を持つほか、魔導具「風神の涙」により地球の戦列艦を上回る巨体・重装甲・機動性を誇る。しかし性能的にはミリシアルやムーの戦艦に大きく劣っている。魔導砲や風神の涙を装備する魔法文明のものは魔導戦列艦とも呼ばれ、マギカライヒ共同体や、かつてムーが運用していた科学技術を用いたものは機甲戦列艦と呼ばれる。
竜母
正式名称は「飛竜母艦」。ただし作中ではもっぱら竜母と略称で呼ばれる。
ワイバーンなどの飛竜を洋上で運用する飛行甲板と格納庫を有した航空母艦で、大抵は船体が木造帆船となっている。主にパーパルディア皇国が戦列艦とともに海上戦力の主力として運用しているほか、第一・第二文明圏内の一部文明国海軍でも運用されている。戦列艦と異なり文明圏外国ではほとんど運用されていない。
魔導砲
地球の火砲のような兵器。基本的に火砲と同じだが、作動原理に魔法が用いられ、発射時には魔法陣が展開される。基本的に文明圏外には普及していない。パーパルディア皇国や列強レイフォルにおける射程2㎞の戦列艦用の前装砲型から、神聖ミリシアル帝国における射程30㎞以上の魔導戦艦用の大口径長砲身主砲型まで様々な種類がある。
前装砲型にも様々な種類があり、主にアルタラス王国などが使用する射程1㎞の球形砲弾を放つ旧式のものと、主にパーパルディア皇国が使用する射程2kmほどの炸裂砲弾を放つもの、漫画版ではさらに迫撃砲型や臼砲型などが存在する。
ミリシアルでは砲身に魔法陣の代わりとなる魔術回路を組み込むことで魔法陣を展開させず、被発見性を抑えているほか、さらにエネルギー弾を連射する「魔光砲」も実用化しており、こちらは対空機関砲などの用途で運用されている。

### 文明圏外国
伝説の盾
ロウリア王国王都防衛騎士団の重装歩兵スワウロが装備していた盾。各種の合金を重ね合わせて複合装甲にしたもので、古の魔法帝国の金持ちが酔狂で作らせたとされる。スワウロの5代前の先祖が大枚はたいて古物商から買った後、蔵の奥に保管されていた。
しかし地震で蔵が崩壊しても盾自体が無傷だったことから、妻から押し付けられる形でスワウロが日本の陸上自衛隊との戦闘に際して装備した。戦闘では自衛隊の90式戦車の機関銃を弾き返す性能を見せる。
風神の矢
アルタラス王国が独自開発した切り札的兵器。矢じりに爆裂魔法を封じた魔石と魔導具「風神の涙」を組み込んだ槍のような大きさの矢で、大型弩弓から発射される。「風神の涙」で推進力と直進安定性を得ることで2㎞という破格の長射程を誇る。
魔石が大量に使用されているため費用対効果は絶句するほど悪く、魔石産出国たるアルタラス王国の財力あってこそとされる。

### 神聖ミリシアル帝国

#### 天の浮舟
魔法を原動力とするジェット機に類似した航空機。魔石を燃料に使う「魔光呪発式空気圧縮放射エンジン」という推進器で推力を得て飛翔するが、材質や燃料に魔石を使用すること以外は基本的に科学技術で作られたものとさして変わらない。かつて古の魔法帝国が実用化して運用したとされており、現在は神聖ミリシアル帝国のみが魔帝の遺跡から発掘した技術を分析する形で実用化したとされる。しかしミリシアルの科学技術への理解不足から、バイパス比が滅茶苦茶だったり非合理的な設計のために本来の性能を発揮できていないとされる。バイパス費などの改良を行った場合地球における1970年代ほどの性能になる。
エルペシオ
ミリシアル軍の制空戦闘型天の浮舟。空軍機であるが、海軍の空母艦載機としても運用されている。
最新型はエルペシオ3。魔帝の遺跡から発掘した機体をベースに作られたジェット戦闘機で、ムーの戦闘機やワイバーンを圧倒する速度性を有する。しかしミリシアルの技術不足により非合理的な設計が多く、ジェット戦闘機でありながら非常に低い性能しか出せていない。
ジグラント
ミリシアル軍の爆撃戦闘型天の浮舟。エルぺシオと同じく、空軍と海軍の空母艦載機として運用されている。
最新型は急降下爆撃を重視して爆撃性能を強化したジグラント3で、前型のジグラント2も運用されている。最大速度はジグラント2で510㎞/h。主な役割は爆撃による対艦攻撃任務などであるが、戦闘爆撃機として空中戦も行うことが出来る。しかしエルペシオと同じく非合理的設計により性能は非常に低い。
ゲルニカ35型
旅客機型天の浮舟。
航続距離4,200km、巡航速度310km/h。テーパー翼にタマゴ型のエンジンを2発搭載するほか、機内の圧力調整に風神の涙を使用して快適性を確保している。民間だけでなく空軍でも輸送機として運用されている。

#### 魔導艦
ミリシアル海軍の魔導艦は船体に特殊な金属を含んでおり、船体に魔力を注入することで装甲を強化できる。また、注入する魔力の属性を変化させることで防御効果も変化させられる。一方で強化されない場合は戦艦であっても20cm砲クラスの艦砲である程度の被害を被ってしまうほど防御性能が低く、また戦術思想の遅れから魚雷及び対潜水艦装備が存在しない（そのため、地球における駆逐艦クラスの艦艇は「小型艦」と呼称される）。なお、魔導艦の艦級は船体に含まれた金属素材で決定されるため、ネームシップの概念はない。
ミスリル級魔導戦艦
ミリシアル海軍の最新鋭魔導戦艦。扉絵では宇宙戦艦のような外見をしている。
最大射程34㎞の霊式38.1cm三連装魔導砲2基6門を前部に集中配備しているほか、多数の対空用魔光砲を装備しており、魔力探知レーダーによる簡易的なレーダー照準射撃も可能。
作中では第零式魔導艦隊旗艦の同型艦「コールブランド」と同艦隊所属の「クラレント」が、艦隊と共にマグドラ群島沖で訓練中にグラ・バルカス帝国海軍東征艦隊の襲撃を受けこれと交戦する。またバルチスタ沖大海戦では第1魔導艦隊旗艦の「カレドヴルフ」が、別働隊として編成されたミリシアル海軍魔導連合艦隊の旗艦としてグラ・バルカス帝国海軍と交戦する。
ゴールド級魔導戦艦
ミスリル級の前級艦であるミリシアル海軍の魔導戦艦。主砲として34.3cm連装魔導砲3基6門を搭載しているが、ミスリル級建造に向けたテストベッドとしてそれらを38.1cm連装魔導砲に置き換えた艦も複数建造されている。
作中では第零式魔導艦隊所属の同型艦「ガラティーン」がグラ・バルカス帝国海軍東征艦隊と交戦するほか、第1魔導艦隊所属の「ティソン」がバルチスタ沖大海戦に参加する。
マーキュリー級魔導戦艦
ゴールド級の更なる前級であるミリシアル海軍の魔導戦艦。主砲として34.3cm連装魔導砲を4基8門搭載するが、ゴールド級に速力で劣るなど作中では既に旧式艦艇として扱われており、主に地方隊に配属されている。
作中では同型艦「ベガルタ」が世界連合艦隊に属するミリシアル海軍地方隊旗艦としてバルチスタ沖大海戦に参加、グラ・バルカス帝国海軍と交戦する。
ロデオス級航空魔導母艦
ミリシアル海軍の航空母艦。
艦自体は双胴艦で、中央にアイランド式の上部構造物と20.3センチ霊式魔導砲と10.2センチ連装魔導砲を各1基、その他に多数の対空魔光砲を装備している。最大速力は25kt。左右の船体に幅23mの全通式飛行甲板を2基備えており、エルぺシオ及びジグラントを最大56機まで運用することが可能である。燃費や旋回性能は劣悪で長距離航行の際には補給艦の随伴を必要としており、艦・艦載機双方の性能の低さも相まってジェット機対応空母としては性能が低い。
作中では「シェキナー」を始めとした6隻がバルチスタ沖大海戦において別働隊に参加する。

### ムー
マリン
ムー空軍の最新鋭複葉レシプロ戦闘機。
最大速度380km/h、武装は7.92mm機関銃2丁。空中戦ではワイバーンロードを凌ぐ空戦性能を誇り、パーパルディア皇国がワイバーンオーバーロードを開発するきっかけになったとされる。空母艦上機型も存在しており、ムー海軍のラ・コスタ級航空母艦やそのマイナーチェンジ版であるラ・ヴァニア級航空母艦（搭載機数30機）などに搭載されている。
名称及び性能は不明だが、書籍6巻ではマリンより旧式の戦闘機や爆撃機も登場している。
ラ・カオス
ムーの民間旅客機。
巡航速280km/h、最大航続距離7,000km。機体には4発のレシプロエンジンを搭載しており最大36人を収容できる。ムーでは最大の航続力を持ち、空軍でも長距離輸送機として使用されている。なお航続距離を最大にする際は搭乗者数を10人に、巡航速度を220km/hに制限する必要がある。ムー本土から日本に飛行する際はこれでも航続距離が不足するため、ムーが各地に建設した連絡用空港で最低3回給油しなければならない。
漫画版ウェブ連載版での外観はhandley page h.p.42/45に似ている。
ラ・カサミ級戦艦
ムー海軍の最新鋭戦艦。
主砲30.5cm連装2基4門、最大速力18kt。地球水準の前弩級戦艦に相当する艦で、外観と性能は日本海海戦で活躍した日本の戦艦「三笠」に似ているとされる。ただしディーゼル機関を搭載している。
戦列艦や木造軍船に対しては圧倒的に優越した性能を誇るが、第二次大戦時相当のグラ・バルカス海軍戦艦に対しては大きく劣る。同型艦「ラ・エルド」はグラ・バルカス海軍との戦闘に備えて急遽対空用の20mm機銃を増設したが、空母艦載機の爆撃と巡洋艦の砲撃で大破する被害を受けている。
また、ネームシップである「ラ・カサミ」はグラ・バルカス海軍戦艦「グレードアトラスター」との戦闘で大破するが、修理を名目に日本のドックに運ばれて現代兵器の搭載を始めとする大改装を受け、「ラ・カサミ改」となる。
ラ・カサミ改
グラ・バルカス帝国海軍との戦闘で大破したラ・カサミを、日本が修理を名目に改造強化した戦艦。
修理と改造に際して、主砲の後述装備への換装、エンジンの換装（ディーゼル機関からCOGOG方式のガスタービン機関）、船体延長、さらに新規兵装、能力を減じた射撃管制システム、対空レーダー、各種のテスト的な兵装の搭載がされている。ムーが日本からの部分的な技術支援を受けるために修理を依頼しており、本来なら新しい護衛艦を新造したほうが安上がりになるほどだったが、法律による規制を避けるため新造ではなく修理を名目とした改造がされた。CICも設けられているが、時間の都合上CICを新規に設置する余裕はなかったため、既存の露天艦橋を防弾仕様の壁と天井で覆ってCICの機能を兼ねるようにしている。
作中での装備は以下の通り。各装備の詳細は「登場兵器等（日本）」を参照の事。なお、これは第一次改修とされており、今後も改修が予定されている。
- 52口径155mm三連装砲：前部主砲搭載位置に搭載。
- 54口径127mm単装速射砲：後部主砲搭載位置に搭載。
- 44口径120mm滑腔砲（10式戦車砲）：副砲として前後両舷に装備。砲塔は10式戦車のものをそのまま流用している。
- 新型多目的誘導弾：100発を搭載。
- 18式近距離艦対空誘導弾
- 高性能20mm機関砲：4基搭載。
- 32.4cm3連装短魚雷発射管：2基搭載。
- 艦首魚雷発射管：53.3cm口径を2門装備。89式魚雷を使用。

作中では海上自衛隊呉基地において修理と改修が施された後、第4護衛隊群の護衛の下ムー本国へと回航され、ムー首都オタハイトの軍港に入港する。その後、オタハイトを攻撃しようとするグラ・バルカス帝国海軍本国艦隊第52地方艦隊分遣隊の迎撃に際し、首都防衛艦隊援護のため初めて実戦投入される。
22型105mmイレール砲 - 26型ガエタン70mm歩兵砲 - 18型6.5mm重機関銃
ムー陸軍の陸上兵器。
グラ・バルカス帝国陸軍によるムー国侵攻に際し、帝国軍の迎撃に使用される。しかし、帝国陸軍のハウンド中戦車を始めとする大規模な機甲戦力と、ムー陸軍砲兵の射程圏外から砲撃を行う重カノン砲により、ほぼ一方的に撃破されてしまった。
ガラッゾ350スポーツスター
ムー陸軍が運用する自国製オートバイ。
350cc単気筒。元は民間用に販売されていたもので、レーサースタイルもラインナップされており、民間では競合他社の同クラスよりも人気を誇る。ムー陸軍のものはアップハンドルが装備されている。
グラ・バルカス帝国陸軍によるムー国侵攻に際して偵察部隊により使用された。

### グラ・バルカス帝国
アンタレス型艦上戦闘機
グラ・バルカス帝国のレシプロ戦闘機。
最高速度550km/h、武装は20mm機関砲と7.7mm機関銃を各2基。旧日本海軍の零式艦上戦闘機と酷似しており、外見は五二型系統、性能は二一型に相当。ただしエンジン出力が大きく、パイロットと燃料タンク用の防弾装備を有しており防弾性能は零戦を上回っている。
海軍だけでなく陸軍航空隊も主力戦闘機として運用している。
リゲル型雷撃機
グラ・バルカス帝国の艦上攻撃機。
最高速度370km/h。性能は旧日本海軍の九七式艦上攻撃機に類似する。雷撃による対艦攻撃を主な任務としている。
シリウス型爆撃機
グラ・バルカス帝国の艦上爆撃機。
最高速度530km/h。急降下爆撃による攻撃を主な任務としており、陸軍航空隊でも使用されている。
海軍にはより高性能な「アルタイル」と呼ばれる艦上爆撃機が存在しており、また陸軍航空隊もより大型の双発爆撃機「ベガ」を運用している。
グレードアトラスター型戦艦
グラ・バルカス帝国海軍の最新鋭にして最大の戦艦。
主砲45口径46cm砲3連装3基9門、最大速力30kt。旧日本海軍の大和型戦艦（後期型）に酷似しており、作中登場人物によると性能や内部構造までほぼ同じとの事だが、レーダー照準射撃が可能、対空砲弾には近接信管を装備、最大速力は30kt以上などの違いがある。現時点で同型艦はネームシップの戦艦「グレードアトラスター」1隻しか存在しない。
作中では列強第五位のレイフォルの戦列艦艦隊を単艦で撃滅。さらに首都レイフォリアを襲撃し、艦砲射撃で首都を火の海に変え、さらに皇帝を含むレイフォル首脳陣を殲滅。一隻で列強を滅ぼしたことで全世界にその名を馳せる。その後、グラバルカス帝国軍が神聖ミリシアル帝国率いる世界連合軍と激突したバルチスタ沖大海戦に連合艦隊旗艦として参加する。Web版では日本に鹵獲され改造されることが蘇俊されている。
ヘラクレス級戦艦
グラ・バルカス帝国海軍の戦艦。
主砲45口径41cm砲連装4基8門、最大速力25.8kt。旧日本海軍の長門型戦艦に相当する。
海軍ではかつて連合艦隊旗艦を務めることが多かったが、航空母艦と潜水艦の有用性が認められ始めた事で戦艦は冷遇されつつあったため、転移前の戦争後期には「防御力が高く安全性の高い艦」として旗艦を任されていた面が強かったとされる。しかしそれに見合う強固な防御力を誇り、作中でもその防御力の高さを示している。
作中では連合艦隊第1打撃群旗艦の「ラス・アルゲティ」がバルチスタ沖大海戦に参加する。
オリオン級戦艦
グラ・バルカス帝国海軍の戦艦。
主砲45口径35.6cm砲連装4基8門、最大速力30kt。旧日本海軍の金剛型戦艦に相当し、比較的高速で移動可能であるが、金剛型と違い対空砲火には近接信管付き砲弾を使用しているなどの面もある。一方で旧式艦艇（老朽艦とも）であり、作中では本国護衛艦隊や占領地護衛艦隊に配備されている。
作中では東征艦隊旗艦の「ベテルギウス」と同艦隊所属の「プロキオン」が、マグドラ群島沖でミリシアル海軍第零式魔導艦隊と交戦する。また、本国艦隊第52地方艦隊所属の「メイサ」が、ムーの首都オタハイトを攻撃するべく艦隊から分派された分遣隊を率いて行動中、オタハイト沖にてムー海軍首都防衛艦隊及び日本で大改装を受けて回航されてきた「ラ・カサミ改」と交戦する。
ぺガスス級航空母艦
グラ・バルカス帝国海軍の最新型航空母艦。
旧日本海軍の翔鶴型航空母艦に酷似した艦で、前述のアンタレス型艦上戦闘機やリゲル型雷撃機、シリウス型爆撃機を運用しており、主に東部方面艦隊にその多くが配備されている。
作中ではフォーク海峡海戦やバルチスタ沖大海戦に参加した他、本国艦隊第52地方艦隊旗艦の「シェアト」がムーの商業都市マイカルを攻撃すべく本隊を率いて行動中、「ラ・カサミ改」の護衛としてムーに来航していた海上自衛隊第4護衛隊群と交戦する。
シータス級潜水艦
グラ・バルカス帝国海軍の大型潜水艦。
旧日本海軍の伊四百型潜水艦に相当し、二式水上戦闘機に似た試作水上戦闘機「アクルックス」を3機搭載して超長距離を航行できる。転移前の潜水艦黎明期に大量建造され、その圧倒的戦果から一時は戦艦不要論すら生み出したが、転移後は水上艦の活躍が増えたことから長距離偵察や秘密基地建設に駆り出されている。一方で黎明期に建造されたこともあって、潜水艦にとって重要とも言える静粛性などは非常に低い。
作中では第2潜水艦隊所属艦の「ミラ」が日本への通商破壊作戦への前段階として日本近海に派遣されるが、先述したように静粛性が非常に低いために海上自衛隊によって探知され、派遣されてきた護衛艦「たかなみ」と交戦する。また、同じく第2潜水艦隊所属艦の「バデン・カイトス」所属のアクルックスが、ムーへの航海中だった日本の自動車運搬船を襲撃する。
ハウンド中戦車
グラ・バルカス帝国陸軍の戦車。正式名称は2号戦車ハウンドI/II。
旧日本陸軍の九七式中戦車チハに外観と性能が酷似しており、57mm砲搭載の旧砲塔型に相当するハウンドI、47mm砲搭載の新砲塔型に相当するハウンドIIがある。グラ・バルカス帝国陸軍第4機甲師団などに配備。
また、同じく旧日本陸軍の九五式軽戦車に外観と性能の酷似した軽戦車、2号戦車シェイファーIIも登場する。試験段階だが重戦車の研究開発も行われており、こちらは名前をワイルダーと設定される予定。

### 古の魔法帝国
誘導魔光弾
古の魔法帝国が運用していたとされる兵器。目標が動こうがそれ自身も向きを変えて百発百中で命中する光の魔弾で、御伽噺や伝説の中でその存在が語られている。
僕の星（しもべのほし）
古の魔法帝国が衛星軌道上に多数打上げた人工衛星。魔帝が消えた数万年後も軌道上に存在している。
空中戦艦パル・キマイラ
直径260mもの巨体を持つ円状の巨大飛行兵器。真上から見るとメルセデス・ベンツのロゴマークのような形状をしており、中央に艦橋、船体各部にいくつかの魔導砲と魔光砲が搭載されている。
コア魔法
古の魔法帝国の究極兵器。神話の時代に起きた竜魔大戦に際して使用され、竜の神々の治める国インフィドラグーンの大都市を消滅させた。

## 制作背景
作者は元々軍事技術に興味を持っており、自衛隊が登場する作品を書きたいと考えたことから本作は誕生した。また、作者自身が現代兵器と異世界が戦う物語を読みたいという思いがあったという。ストーリーを構築していく上で「補給」の問題をどのように解決するのかについて悩み、この問題をどのように解決するかを考え抜いた結果、国をまるごと移転させることで自衛隊の補給の問題を解決させた。そして、「兵器の出し惜しみがないような作品で、各国の思惑も入り混じる自分自身が読みたい世界観」にしたいと考えたことで「全周10万kmの惑星」というかなり広い異世界を舞台としている。
作者は本作のテーマを「なぜ戦争が起きるのか」だとした上で以下のように述べている。
「個」としての主人公が存在しない点が本作の特徴となっているが、この理由について作者は「強いて言うなら国が主人公であり、そこに出てくる人はその国の考え方の1つ」というイメージを持っているからだと述べている。

## 既刊一覧

### 小説
- みのろう（著）・toi8（イラスト、全巻）・深井涼介（イラスト、2 - 3巻）・高野千春（イラスト、4巻 - ） 『日本国召喚』 ポニーキャニオン〈ぽにきゃんBOOKS〉、既刊6巻（2020年2月20日現在）
  1. 「導かれし太陽」2017年3月17日初版第1刷発行（同日発売[36]）、ISBN 978-4-86529-243-5
  2. 「滅びゆく栄光・上」2017年8月17日初版第1刷発行（同日発売[37]）、ISBN 978-4-86529-268-8
  3. 「滅びゆく栄光・下」2017年11月17日初版第1刷発行（同日発売[38]）、ISBN 978-4-86529-269-5
  4. 「崩れる均衡」2018年3月17日初版第1刷発行（同日発売[39]）、ISBN 978-4-86529-287-9
  5. 「新世界大戦」2019年2月17日初版第1刷発行（同日発売[40]）、ISBN 978-4-86529-297-8
  6. 「激動のムー大陸」2020年2月17日初版第1刷発行、ISBN 978-4-86529-310-4
- 髙松良次（著） / みのろう（原作） / toi8（イラスト） / 高野千春（イラスト） 『日本国召喚 外伝 新世界異譚』 ポニーキャニオン〈ぽにきゃんBOOKS〉、既刊2巻（2020年1月17日現在）
  1. 「魔王降臨」2018年8月17日初版第1刷発行（同日発売[41]）、ISBN 978-4-86529-294-7
  2. 「孤独の戦士たち」2020年1月17日初版第1刷発行、ISBN 978-4-86529-306-7

### 漫画
- みのろう（原作）・toi8（キャラクター原案）・高野千春（作画） 『日本国召喚』 KADOKAWA〈MFC〉、既刊9巻（2024年12月23日現在）
  1. 2019年1月21日発売[42]、ISBN 978-4-04-065031-9
  2. 2019年8月23日発売[43]、ISBN 978-4-04-065885-8
  3. 2020年3月23日発売[44]、ISBN 978-4-04-064471-4
  4. 2020年12月23日発売[45]、ISBN 978-4-04-065975-6
  5. 2021年9月21日発売[46]、ISBN 978-4-04-680565-2
  6. 2022年5月23日発売[47]、ISBN 978-4-04-681147-9
  7. 2023年2月22日発売[48]、ISBN 978-4-04-682168-3
  8. 2023年12月21日発売[49]、ISBN 978-4-04-683039-5
  9. 2024年12月23日発売[50]、ISBN 978-4-04-684291-6